# Abbé Grégoire
Pour les articles homonymes, voir Grégoire.
Ne doit pas être confondu avec Henri Grégoire (byzantiniste).
Henri Grégoire, dit l'abbé Grégoire (né le 4 décembre 1750 à Vého et mort le 28 mai 1831 à Paris), est un prêtre catholique, homme politique français, et l'une des principales figures de la Révolution française. Rallié au tiers état, à l'Assemblée constituante, il réclame l'abolition totale des privilèges et de l'esclavage et prône le suffrage universel masculin et l'émancipation des Juifs. Fondateur du Conservatoire national des arts et métiers et du Bureau des longitudes, il participe à la création de l'Institut de France, dont il devient membre.

## Biographie

### Enfance et formation

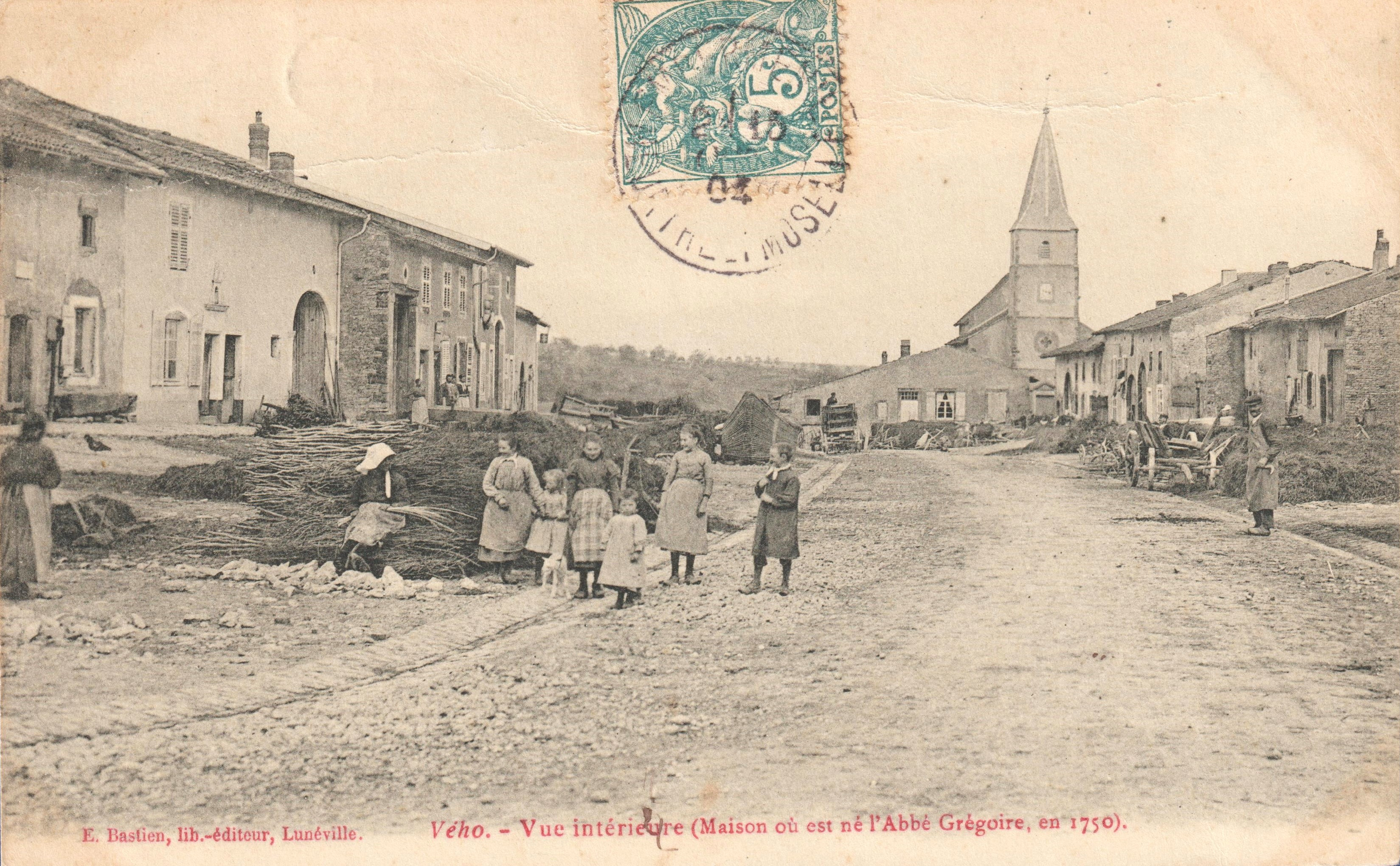
Village de Vého avant 1914.
La maison natale de l'abbé Grégoire
est la première à gauche.
Elle est détruite entre 1914 et 1918.

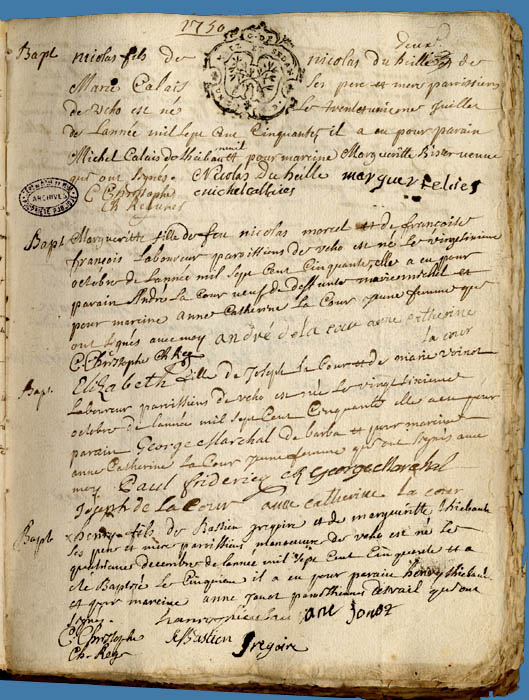
Acte de baptême de Henry Grégoire
ne mentionnant qu'un seul prénom.

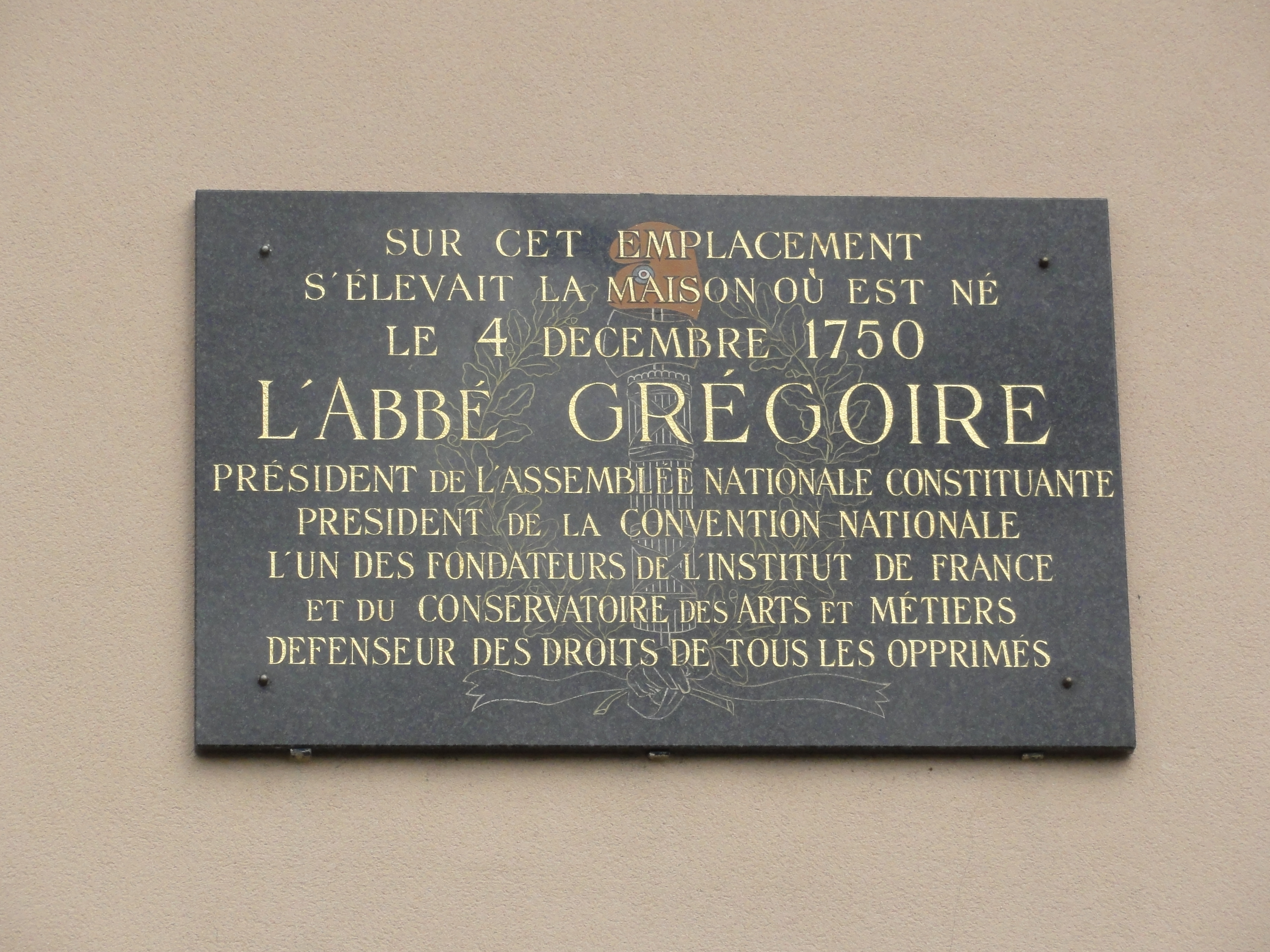
Plaque commémorative
de la maison natale disparue
et reconstruite au même emplacement.

Henri Grégoire est né le 4 décembre 1750 à Vého, une paroisse française anciennement incluse administrativement dans la province des Trois-Évêchés, et non dans le duché de Lorraine. Sa maison natale est encore habitée au début de la Première Guerre mondiale. Détruite pendant le conflit, elle est rebâtie dans la décennie 1920. Une plaque commémorative est apposée au-dessus de la porte d'entrée, toujours visible en 2024.
Son père, Bastien Grégoire, est un tailleur d'habits respecté, ayant eu un temps un office d'échevin, et sa mère Marguerite Thiébaut, est une femme unanimement décrite comme d'une grande piété et ayant un souci constant des choses de la religion en cette époque marquée par le caractère rural du bas clergé, fonction qui reste alors un moyen d'ascension sociale. Henri Grégoire n'est pas, stricto sensu, fils unique comme il le dit toute sa vie, mais il a deux frères puînés, morts en très bas âge : Jean à l'approche de sa première année (20 janvier 1754 - 18 janvier 1755) et un autre (1756) décédé juste après son baptême. Il est donc bien élevé dans sa famille comme un enfant unique.
Il commence ses études avec le curé de son village qui remarque ses dispositions intellectuelles dès l'âge de cinq ans. Lorsque celui-ci n'a plus rien à lui apprendre, il rejoint l'abbé Cherrier dans le village voisin d'Emberménil, paroisse dont dépend Vého. Il a alors huit ans. Il étudie, en compagnie de fils de hauts fonctionnaires au service du duc de Lorraine Stanislas Leszczyński, sur des livres de Jean Racine, de Virgile, mais aussi à partir de la Grammaire générale de Port-Royal.

Grégoire est ensuite orienté par l'abbé Cherrier pour suivre des études au collège jésuite de Nancy de 1763 à 1768. Il s'y lie avec un de ses professeurs, M. de Solignac, ancien secrétaire de Stanislas Leszczyński, qui semble avoir eu une influence intellectuelle importante sur son élève, lui faisant découvrir les idées des Lumières et lui ouvrant les portes des milieux intellectuels lorrains. Grégoire conserve un excellent souvenir de ses études chez les jésuites, même s'il a des reproches à leur faire : 

« J'étudiai chez les Jésuites de Nancy où je ne recueillis que de bons exemples et d'utiles instructions. […] Je conserverai jusqu'au tombeau un respectueux attachement envers mes professeurs, quoique je n'aime pas l'esprit de la défunte société dont la renaissance présagerait peut-être à l'Europe de nouveaux malheurs. »

Après le collège des Jésuites, il s'oriente vers l'université de Pont-à-Mousson. Si la Compagnie de Jésus est bannie de France en 1763, elle ne l'est de Lorraine qu'en 1768 (Édit de Louis XV du 8 août 1768), l'enseignement est alors réorganisé par le diocèse et Grégoire rejoint la toute nouvelle université de Nancy, où il a comme professeur Antoine-Adrien Lamourette, futur évêque constitutionnel de Lyon. De 1769 à 1771 il y étudie la philosophie et la théologie, pour faire suite aux humanités et à la rhétorique qu'il avait étudiées auparavant. Parallèlement, il suit des cours au séminaire de Metz tenu par les lazaristes.
Alors qu'il passe une année comme régent de collège hors du séminaire, Grégoire commence à se lancer dans le monde. Il consacre notamment une grande partie de son temps à la poésie. Son premier succès public est le prix de l'Académie de Nancy, décerné en 1773 pour son Éloge de la poésie (il a alors 23 ans).
Durant ses années de formation, Henri Grégoire passe par une phase de doute sur sa foi et sa vocation religieuse. S'il rend hommage au milieu profondément croyant de son enfance, il ne cache pas dans ses Mémoires avoir goûté aux philosophes des Lumières et être revenu à la foi après d'intenses réflexions : « Après avoir été dévoré de doutes par la lecture des ouvrages prétendus philosophiques, j'ai ramené tout à l'examen et je suis catholique non parce que mes pères le furent, mais parce que la raison aidée de la grâce divine m'a conduit à la révélation. »
Voyageant constamment entre Nancy et Metz, il doit à l'automne de 1774, rentrer au séminaire de Metz, comme cela lui est prescrit, pour la préparation à son ordination sacerdotale : il est finalement ordonné prêtre le 1er avril 1775.

### Portrait d'Henri Grégoire

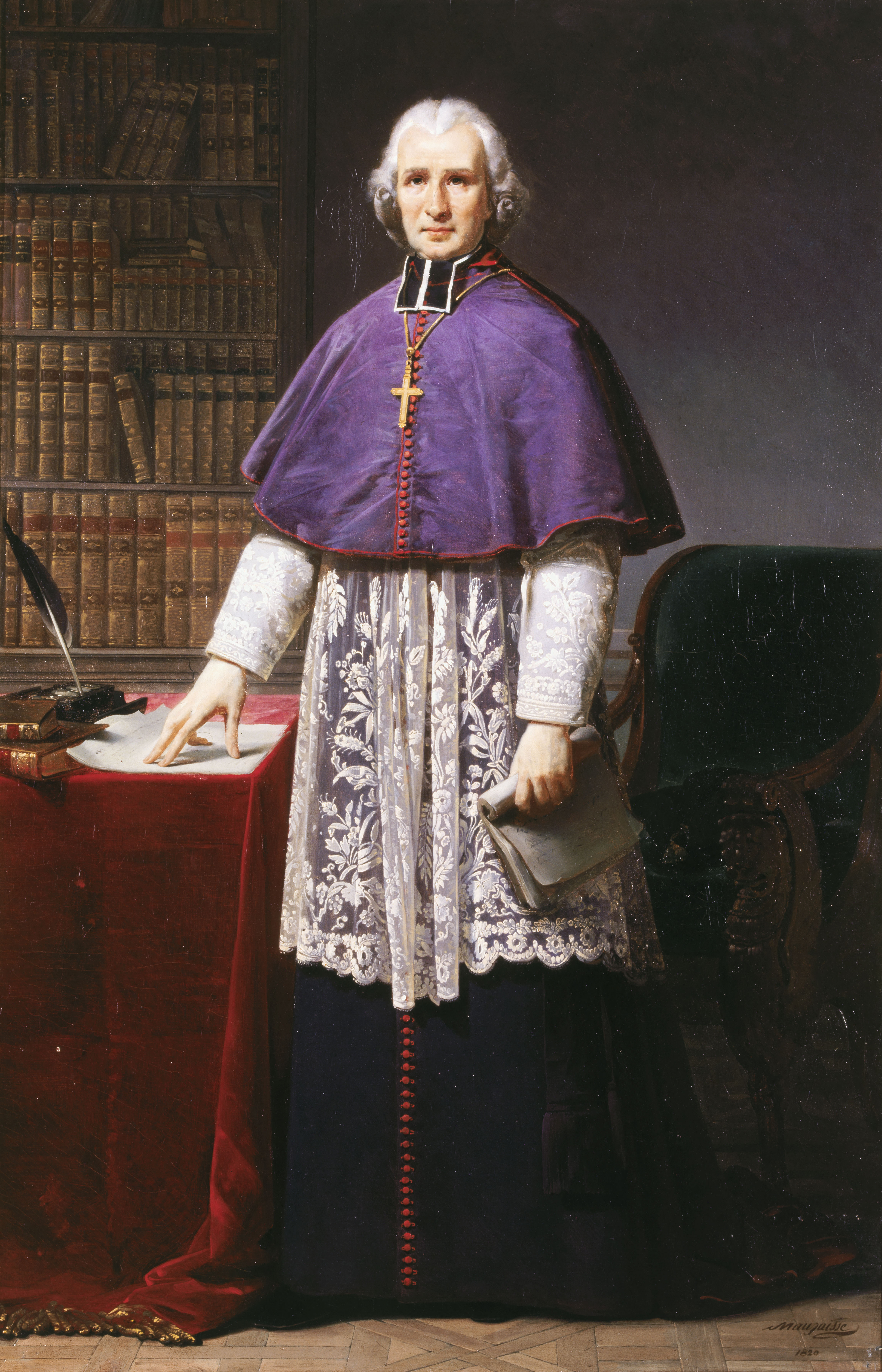
L'Abbé Henri Grégoire
Jean-Baptiste Mauzaisse
Musée Carnavalet, Paris.

Les sources concernant l'abbé Grégoire sont assez abondantes. Elles décrivent aussi bien l'homme que ses idées et permettent de se faire une image assez fidèle de son allure physique. Grégoire laisse le souvenir d'un homme de caractère fortement trempé et d'une certaine prestance.
Ses camarades d'enfance laissent de lui la description d'un enfant au « front large, élevé, au regard profond », décrivant « la fierté de sa démarche », mais aussi son penchant contemplatif.
Du Grégoire adulte, outre les portraits, on a beaucoup de descriptions, doublées des interprétations de ces descriptions. L'engouement pour la physiognomonie à la fin du XVIIIe siècle conduit Grégoire à demander à son ami le pasteur Jean-Frédéric Oberlin de dresser par écrit son portrait détaillé, en 1787 : « Le front, le nez : très heureux, très productif, très ingénieux ; le front : haut et renversé, avec ce petit enfoncement : un jugement mâle, beaucoup d'esprit, point ou guère d'entêtement, prêt à écouter son adversaire ; idées claires et désir d'en avoir de tout ; le nez : witzig… spirituel, plein de bonnes réparties et de saillies heureuses, mais bien impérieux : la bouche : talent admirable d'un beau parleur, fin, moqueur, excellent satirique… c'est une bouche qui ne reste en dette avec personne et paye argent comptant ; le menton : hardi, actif, entreprenant ». Outre ce portrait amical (certainement flatteur), fait avant la Révolution et donc dans la jeunesse de Grégoire, on dispose d'un portrait minimal pour son passeport en 1820 (il est donc alors âgé de 70 ans), lui attribuant une taille de 1,77 mètre, des cheveux châtains et les yeux bruns, mais également du témoignage d'une lady anglaise, qui fréquente Henri Grégoire sous la Restauration, donc dans ses vieux jours : « Dans son air, dans ses manières, jusque dans ses expressions une sorte d'originalité, un je ne sais quoi qui sortait de la ligne d'un caractère ordinaire. […] On remarque peu de vieillesse dans l'évêque de Blois, quoiqu'il approche de 70 ans. Ses manières vives et animées, son esprit actif et vigoureux, son extérieur intéressant et portant un grand caractère, tout en lui semble défier les ravages du temps et être inébranlable aux chocs de l'adversité. » « Un grand caractère » : de son vivant déjà, mais également dans l'historiographie, Grégoire est vu comme ayant un caractère très affirmé. Ses amis mêmes le disent, comme Hippolyte Carnot qui note la ténacité, mais aussi la vive irritabilité de Grégoire. Oberlin note que « l'acquisition de la profonde et cordiale humilité évangélique vous fera un peu de peine », façon aimable de signaler la dualité que Charles-Augustin Sainte-Beuve a exprimé plus clairement : « l'homme de bien, homme de colère, et souvent si loin du pardon. »
Le caractère vif et parfois emporté de Grégoire est donc souligné, mais on met en valeur également son ouverture d'esprit : « Nous le verrons faire preuve d'un certain éclectisme », dit de lui Augustin Gazier, et sa carrière est marquée par une extrême diversité de centres d'intérêt.

### Le curé de campagne«éclairé»

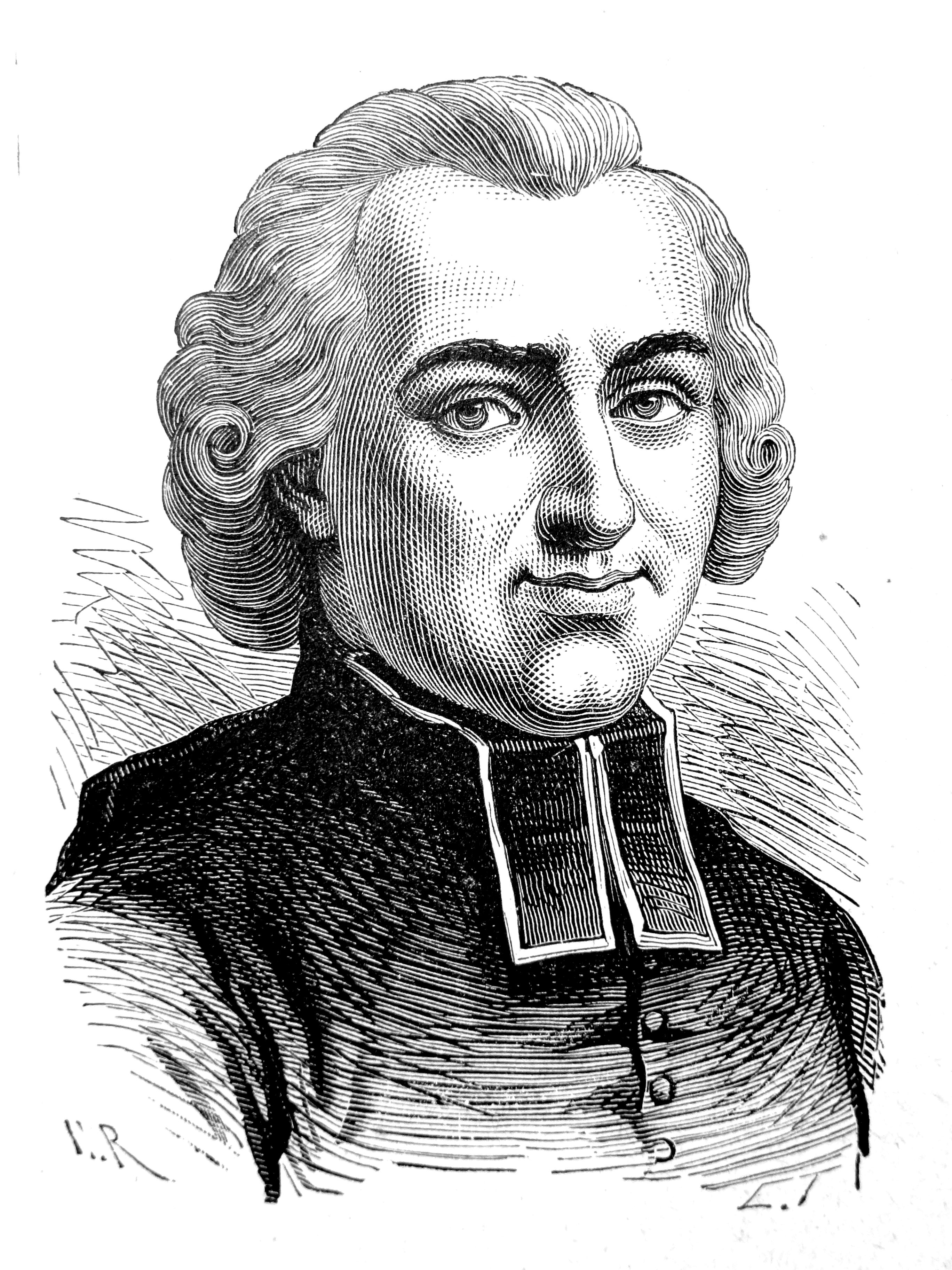
Portrait de l'abbé Grégoire
de H. Rousseau (dessin)
et E.Thomas (graveur)
dans l'Album du Centenaire.

Après son ordination et comme la majorité des jeunes prêtres à l'époque, Henri Grégoire devient vicaire de paroisse, d'abord à Château-Salins puis à Marimont-lès-Bénestroff. Ce n'est qu'en 1782 que l'abbé Cherrier, son ancien professeur à Emberménil, le désigne pour prendre la charge de ses deux paroisses d'Emberménil et de Vaucourt comme curé.
L'abbé Grégoire est alors très préoccupé par l'éducation de ses paroissiens. Selon lui, le curé est la pierre d'angle de l'Église mais aussi de toute la société. Il est le directeur spirituel et le guide temporel de ses paroissiens. Il souhaite combattre un certain nombre de leurs préjugés, notamment en matière d'agronomie. Il aide les agriculteurs à rationaliser leur production et à l'augmenter. Il lutte également contre les almanachs, qui selon lui pérennisent les superstitions et de fausses méthodes de culture :

« Pour huit sols, chaque paysan se nantit de cette collection chiromancique, astrologique, dictée par le mauvais goût et le délire. Le débit, à la vérité, en était moindre depuis quelques années, parce que, grâce au clergé du second ordre, des idées plus saines de toutes espèces, pénètrent jusque dans les hameaux. »

L'éducation morale et hygiénique de ses ouailles est également importante pour lui. Il a dans sa cure une bibliothèque mise à la disposition des habitants du village, et qui contient 78 ouvrages pratiques, qu'il leur laisse à la fin de sa charge :

« J'avais une bibliothèque uniquement destinée aux habitants des campagnes ; elle se composait de livres ascétiques bien choisis et d'ouvrages relatifs à l'agriculture, à l'hygiène et aux arts mécaniques. »

Le village d'Emberménil compte alors seulement 340 communiants, ce qui permet à Grégoire d'avoir des activités annexes à sa charge pastorale. Il est connu localement comme un bon prédicateur et est souvent invité à prêcher dans les paroisses voisines. Son désir de faire sortir ses paroissiens de ce qu'il appelle l'« obscurantisme » l'a amené à aller chercher ailleurs des exemples de bons pasteurs, y compris lorsque ceux-ci sont protestants. C'est ainsi qu'il rencontre le pasteur Jean-Frédéric Oberlin, considéré comme un modèle, mais qui habite assez loin d'Emberménil. Oberlin vient visiter Grégoire en 1785, et celui-ci se rend chez son ami protestant au Ban de la Roche en 1787 pour voir sur place les résultats de la méthode d'éducation des campagnes mise en place par Oberlin.

### Vie intellectuelle et philanthropie

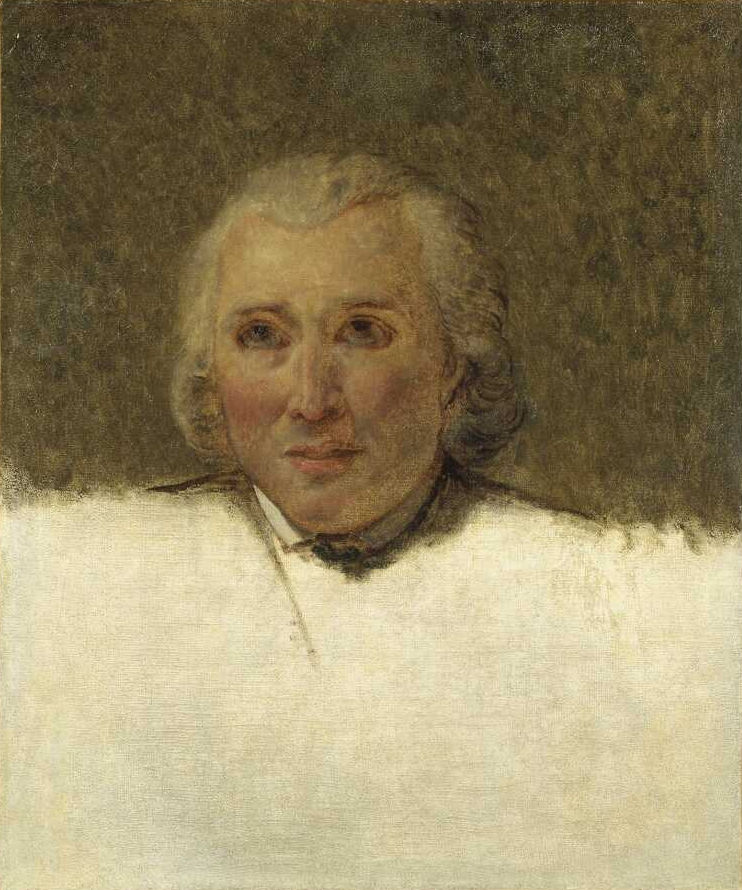
Portrait de l'abbé Grégoire
par Jacques-Louis David - Musée des Beaux-Arts et d'Archéologie de Besançon
vers 1791-1792.

En dehors de sa paroisse, et dans la lignée de son Éloge de la poésie, Grégoire mène une vie intellectuelle active. Il parle l'anglais, l'italien et l'espagnol, et dans une moindre mesure l'allemand, ce qui lui permet d'être au courant des nouveautés intellectuelles.
Il s'intéresse notamment au fonctionnement démocratique de la Confédération suisse. Il se rend en Suisse où il rencontre Johann Kaspar Lavater et Johannes Gessner, qui l'aident également dans ses travaux d'agronomie.
Depuis 1776 il est membre de la Société philanthropique et charitable de Nancy. Cette appartenance fait souvent dire de lui (et encore aujourd'hui) qu'il aurait appartenu à la franc-maçonnerie. On prête à l’abbé Grégoire d’avoir été initié à la loge des Neuf Sœurs (dite loge des Philosophes) ou encore membre de la loge l’Harmonie à l’Orient de Paris, sans apporter de preuves, ni donner de date. Mais de l’aveu même d’historiens francs-maçons, « aucun indice ne démontre cette appartenance, même si l’abbé fréquenta à Nancy une société philanthropique, comme il en existait beaucoup à l’époque, dans laquelle les francs-maçons étaient nombreux. ». Il semble donc bien qu'il n'a pas été membre d'une quelconque loge, même si les francs-maçons lui ont souvent rendu hommage et qu'une loge porte son nom. L'amalgame viendrait des liens entre le philanthropisme allemand, mouvement d'origine piétiste, et la franc-maçonnerie politique française, volontiers gallicane et anti-vaticaniste.
Grégoire est également membre de la Société des philanthropes de Strasbourg, fondée par Jean de Turckheim vers 1776. Ouverte à toutes les confessions, cette société a des membres à travers toute l’Europe, dont de nombreuses autorités maçonniques allemandes, françaises et suédoises. Elle s’inspire du piétisme allemand et du philanthropisme développé notamment par Basedow. Outre la pratique de la charité, on s’y intéresse à l’agronomie, à l’économie, à la géographie, à la pédagogie et on y prône la tolérance. En 1778, cette société lance un concours sur l’amélioration du sort des juifs, pour lequel Grégoire rédige un mémoire, qui sert de base pour celui qu'il présentera neuf ans plus tard au concours lancé par l'Académie Royale de Metz ; un exemplaire de ce mémoire de 1778 est conservé au Musée Lorrain de Nancy. Faute d’argent, le prix n'est pas versé, mais le curé d’Emberménil dit plus tard avoir remporté ce prix.
Quoi qu'il en soit, cet intérêt pour la philanthropie lui permet de rencontrer de nombreuses personnalités, notamment protestantes. Ses activités sont principalement tournées vers le perfectionnement de l'agriculture et l'instruction des pauvres, l'abolition de l'esclavage et l'émancipation des juifs.

### Le prêtre citoyen et richériste

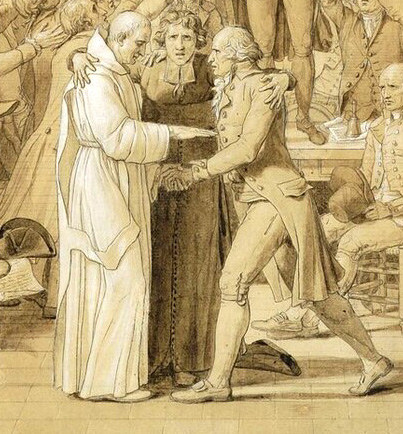
Extrait du tableau de David,
Le Serment du Jeu de Paume
représentant dom Gerle,
l'abbé Grégoire et le pasteur
Rabaut de Saint-Étienne.
Il allégorise
la réconciliation des religieux
lors de la Révolution française.

Les prémices de la Révolution française se font sentir avec acuité dans le clergé lorrain. En 1787, une assemblée provinciale réunissant le clergé et contrôlée entièrement par l'évêque cristallise le mécontentement des curés. L'un d'eux, Guilbert, curé de la paroisse Saint-Sébastien de Nancy, appelle ses confrères à former un syndicat de curés qui se bat pour que les prêtres aient de meilleurs revenus au détriment des évêques et des chanoines qui concentrent les richesses du clergé. Il est secondé dans sa tâche par Grégoire. Ils participent à la fin de l'année 1788 à une réunion avec le tiers état à l'hôtel de ville de Nancy, où est prise la décision de dépêcher deux députés au roi pour lui demander la confirmation de la tenue des États et leur mode d'organisation. En vue de cette démarche, ils font signer une pétition aux curés, qui recueille près de 400 signatures.
L'action des curés lorrains a plusieurs buts : avoir des députés aux États provinciaux et généraux, mais aussi obtenir des avancées dans le mode d'organisation de ces États. Ils demandent notamment, en totale adéquation avec le tiers état, que le vote soit fait par tête et non par ordre aux États généraux. Ils renoncent également à tout privilège fiscal, solidairement avec la noblesse.
Dans cette organisation syndicale, Grégoire a le rôle de « commissaire du clergé », qu'il partage avec onze autres confrères. Il diffuse le procès-verbal de la réunion du 21 janvier 1789 qui a fixé les buts du clergé auprès des curés et des vicaires lorrains, en élargissant le débat : il demande à ses confrères « des observations et des mémoires sur tous les objets à traiter dans ces États », sortant clairement des simples doléances du bas-clergé. Il acquiert à cette occasion une expérience parlementaire et développe ses talents d'orateur.
Le mouvement des curés lorrains s'enlise ensuite dans des querelles de personnes, mais l'abbé Grégoire s'en tient prudemment éloigné, ce qui lui permet d'être élu député du clergé aux États généraux de 1789.
Il part donc pour Versailles le 27 avril 1789, accompagnant son évêque Anne-Louis de la Fare. Son mandat va bien plus loin qu'une simple représentation de son ordre, il considère qu'il a un « ministère sacré » à remplir.

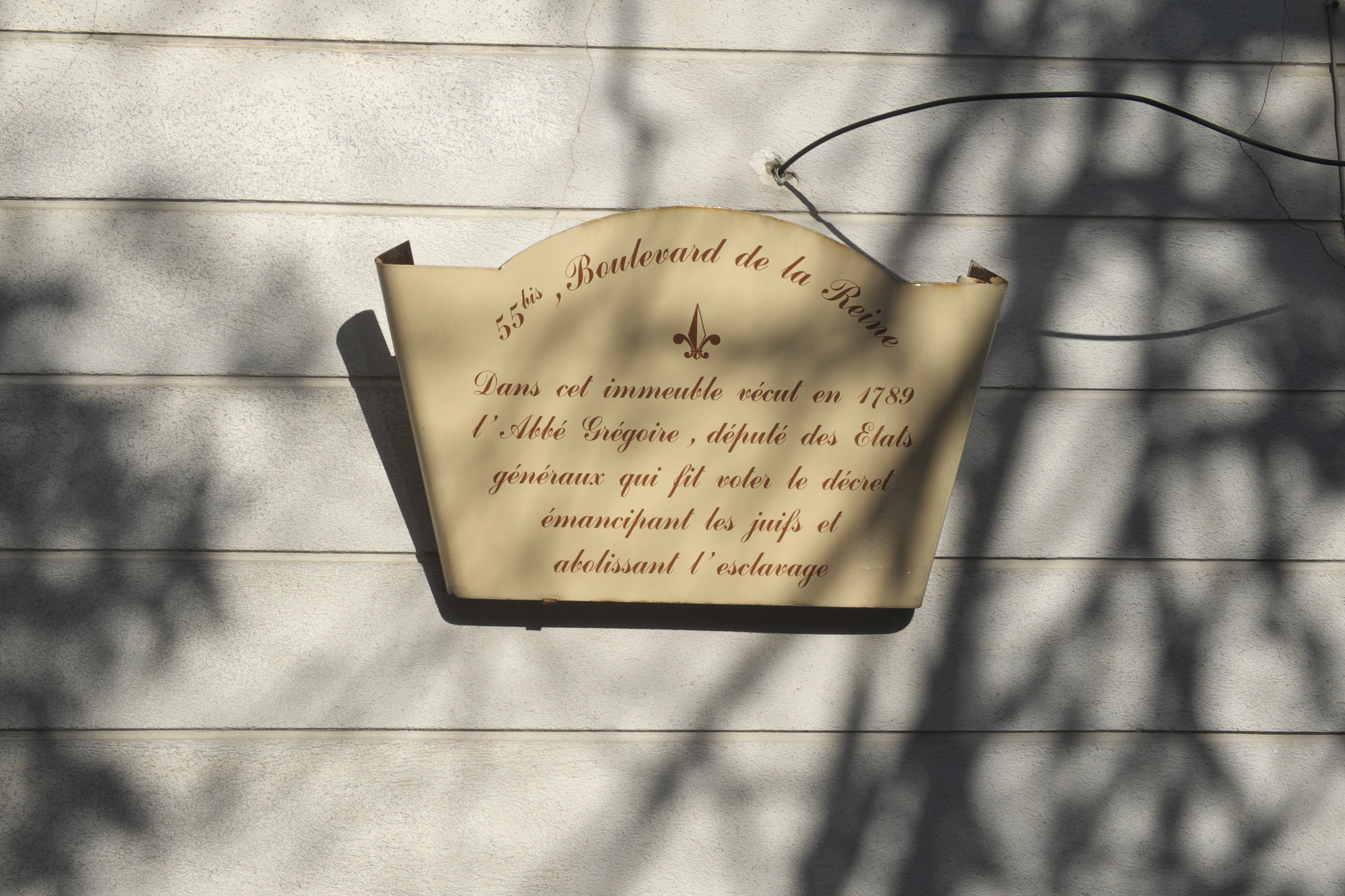
Plaque apposée
sur la maison de Versailles
où habite Grégoire
pendant les États généraux
de 1789.

En ce sens il s'inscrit parfaitement dans cette « insurrection des curés » (selon l'expression du temps) qui agite la France pré-révolutionnaire. Mais il la pousse plus loin qu'un simple mécontentement et, à l'instar de ses confrères lorrains dont la réflexion allait plus loin que dans les autres provinces, elle lui donne une « expression doctrinaire ». René Taveneaux, comme avant lui Edmond Préclin, y voit une mise en pratique des idées richéristes et d'une démocratie inspirée par Pasquier Quesnel.
En effet, les curés remettent en cause l'ordre traditionnel à l'intérieur de l'Église, fondé sur la hiérarchie. Ils appliquent un « janséno-richérisme », qui souligne le rôle spirituel capital des curés et leur institution divine, tout en proclamant par conséquent des revendications politiques et sociales novatrices.
Dans un contexte lorrain marqué pendant toute la seconde moitié du XVIIIe siècle par une lutte entre, d'une part, l'évêque et les curés, et, d'autre part, le clergé régulier et le clergé séculier, les idées quesnelliennes sur l'importance des curés comme conseils de leur évêque ont fait florès. Les mauvaises conditions économiques de la décennie pré-révolutionnaire touchent de plein fouet les curés des paroisses modestes et accentuent une aigreur qui se fait plus grande encore quand la réaction nobiliaire ferme l'accès aux évêchés et même aux chapitres cathédraux (celui de Metz est anobli en 1780).
Telle est l'analyse d'Edmond Préclin et de René Taveneaux, qui expliquent la colère des curés par une individualisation du jansénisme et une rencontre profonde avec le richérisme, formant un corps de pensée politique et moins religieux. Cette analyse a été cependant combattue par l'historien américain William H. Williams : il considère que cette tendance au corporatisme, doublée d'une nostalgie de l'Église primitive, n'est pas véritablement janséniste mais plutôt une exaltation de l'utilité sociale du curé. Il nomme l'ensemble « parochisme », en ce sens que pour les curés de l'époque pré-révolutionnaire, la paroisse est l'unité de base de la vie religieuse, fer de lance de la lutte contre des Lumières anticléricales. Il pense que, si jansénisme il y a, celui-ci est profondément religieux et verse plutôt vers le conservatisme anti-révolutionnaire.
Dale Van Kley, dans sa somme sur Les Origines religieuses de la Révolution française, reprend cependant l'analyse de Taveneaux en soulignant le profond lien entre théologie et politique dans la jansénisation des curés français à la fin du XVIIIe siècle. Il montre comment le jansénisme de cette époque, nourri de gallicanisme, de richérisme et de « patriotisme » (au sens de l'époque) mène à la fois vers un engagement révolutionnaire, comme pour Grégoire, et parfois à l'engagement inverse (c'est le cas d'Henri Jabineau).
L'intégration d'Henri Grégoire dans le personnel révolutionnaire dès le début des événements n'est donc pas un hasard. Il part à Versailles soutenu par ses confrères et nourri par des années de réflexion théologico-politique. Il retrouve également à Versailles un certain nombre de confrères imprégnés des mêmes idées.

### Député à la Constituante

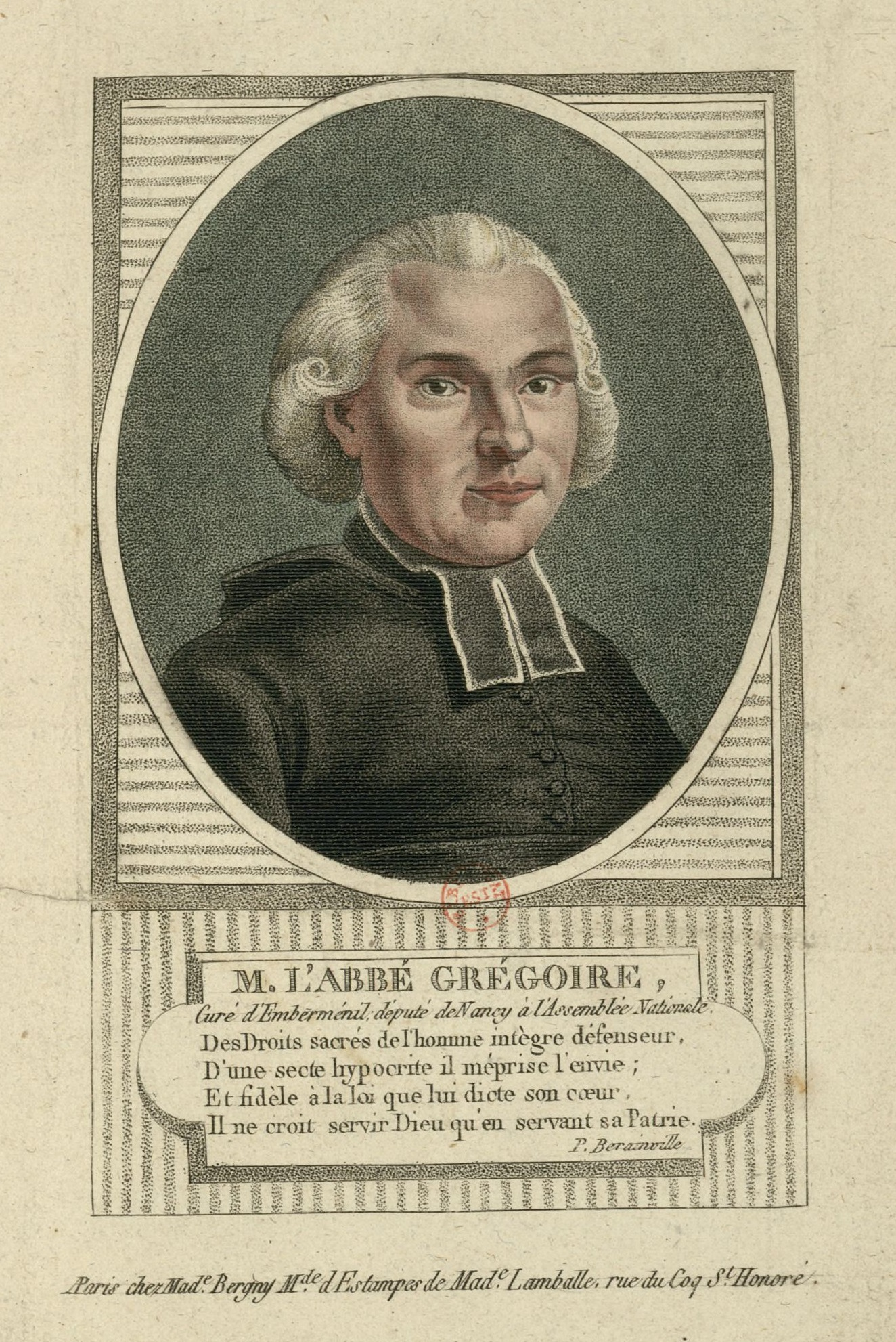
M. l'abbé Grégoire, curé d'Emberménil, député de Nancy à l'Assemblée nationale.
Estampe, BNF, département des estampes et de la photographie, vers 1790-1792.

#### Député du bailliage de Nancy
Élu député du Premier Ordre (le Clergé qui avait 291 élus) en 1789 par le clergé du bailliage de Nancy aux États généraux, Henri Grégoire se fait rapidement connaître en s'efforçant, dès les premières sessions de l’Assemblée, d’entraîner dans le camp des réformistes ses collègues ecclésiastiques et de les amener à s'unir avec le tiers état.

#### Les premiers travaux et premières lois

##### Demande de l'abolition de tous les privilèges, qui sont des injustices
À l'Assemblée constituante, l'abbé Grégoire réclame l'abolition totale des privilèges, propose le premier la motion formelle d'abolir le droit d’aînesse, et presque seul avec Robespierre combat le cens du marc d'argent, exigeant l'instauration du suffrage universel masculin.

##### Tiers état et bas clergé unis
Nommé l’un des secrétaires de l'Assemblée, il est l'un des premiers membres du clergé à rejoindre le tiers état, et se joint constamment à la partie la plus démocratique de ce corps. Il préside la session qui dure 62 heures pendant que le peuple prend la Bastille en 1789, et tient à cette occasion un discours véhément contre les ennemis de la Nation.

##### La rédaction de la déclaration des Droits de l'Homme et du Citoyen
Il participe, avec beaucoup d'autres députés, à la rédaction de la Déclaration des droits de l'homme et du citoyen, préambule à la constitution en cours de rédaction. Il est reconnu comme l'auteur de la formulation de l'article 1 : « Les hommes naissent et demeurent libres et égaux en droits. Les distinctions sociales ne peuvent être fondées que sur l’utilité commune ». Il propose que cette déclaration des droits de l'homme et du citoyen soit accompagnée de celle des devoirs (intervention devant l'Assemblée le 12 août), mais sa proposition est rejetée. Grégoire souhaitait également que la Déclaration fasse explicitement référence à Dieu. « Si l'homme a des droits, il faut parler de celui dont il les tient et qui lui imprime des devoirs. Il faut montrer à l'homme le cercle qu'il peut parcourir et les barrières qui peuvent et doivent l'arrêter. », « son ambition était de christianiser la Révolution. » mais la déclaration ne retient que l'Être Suprême.
Les 17 articles de cette déclaration sont adoptés par l'Assemblée nationale entre le 20 et le 26 août 1789.

#### La Constitution civile du clergé
Il contribue à la rédaction de la Constitution civile du clergé et parvient, par son exemple et par ses écrits, à entraîner un grand nombre d’ecclésiastiques hésitants. Il est ainsi considéré comme le chef de l'Église constitutionnelle de France. Il est le premier à prêter serment, devenant ainsi un prêtre jureur ou assermenté.

#### La fin de l'Assemblée constituante
Après la fuite de Louis XVI et son arrestation à Varennes-en-Argonne, dans le débat sur la question de l’inviolabilité de la personne du roi qui s'ensuit, Grégoire se prononce vivement contre le monarque, et demande qu’il soit jugé par une Convention.

### Grégoire sous la Législative
L’Assemblée constituante est dissoute le 30 septembre 1791 et le 1er octobre est ouverte l'Assemblée législative à laquelle tous les députés de la Constituante sont inéligibles. C’est alors que Grégoire remplit totalement son office d’évêque de Blois, d’où il continue son œuvre politique. De son diocèse, il multiplie « les lettres pastorales comme autant de tribunes dédiées à la voix de la révolution ».
C'est ainsi qu’en mars 1792, il fait un discours dans la cathédrale de Blois devant un parterre de notables à l'occasion d'un hommage funèbre à Simonneau, pour prendre la défense de ce maire d'Étampes, tué le 3 mars par des manifestants pour avoir voulu imposer la loi martiale alors que celle-ci est proclamée par l'Assemblée législative, en raison de graves troubles liés à la hantise des disettes et famines de ces années difficiles. En effet en 1792, la valeur de l’assignat commence à chuter et les récoltes sont très mauvaises, les produits de première nécessité subissent la spéculation financière et l'inflation déclenche des émeutes populaires pour obtenir la limitation des prix.
Dans la région d'Étampes, des groupes organisés de villageois viennent rançonner les fermiers pour obtenir d'eux des produits de base au juste prix'. Le maire Simonneau essaie de faire appliquer la loi pour protéger les paysans et les marchands d'Étampes en refusant de les obliger à diminuer le prix de leur blé et du pain. Il est alors frappé de coups de bâtons au milieu de son escorte militaire qui s'enfuit et meurt de coups de fusil.
C’est donc à l’opposé des prises de position de beaucoup de jacobins dont Robespierre, que Grégoire prend sa défense. Mais ce discours de Grégoire est à double face. Il s'exprime au nom de la loi, car pour lui elle garantit la constitution et la République – et en cela il présente « une position inhabituelle pour un défenseur du peuple et de ses révoltes contre l’oppression dans la mesure où il prend le parti de la répression » – mais sans approuver la répression de la liberté illimitée du commerce votée en 1789 par l'Assemblée constituante et le sacro-saint principe de la propriété. Ses positions montrent la complexité du personnage Grégoire

### Député à la Convention

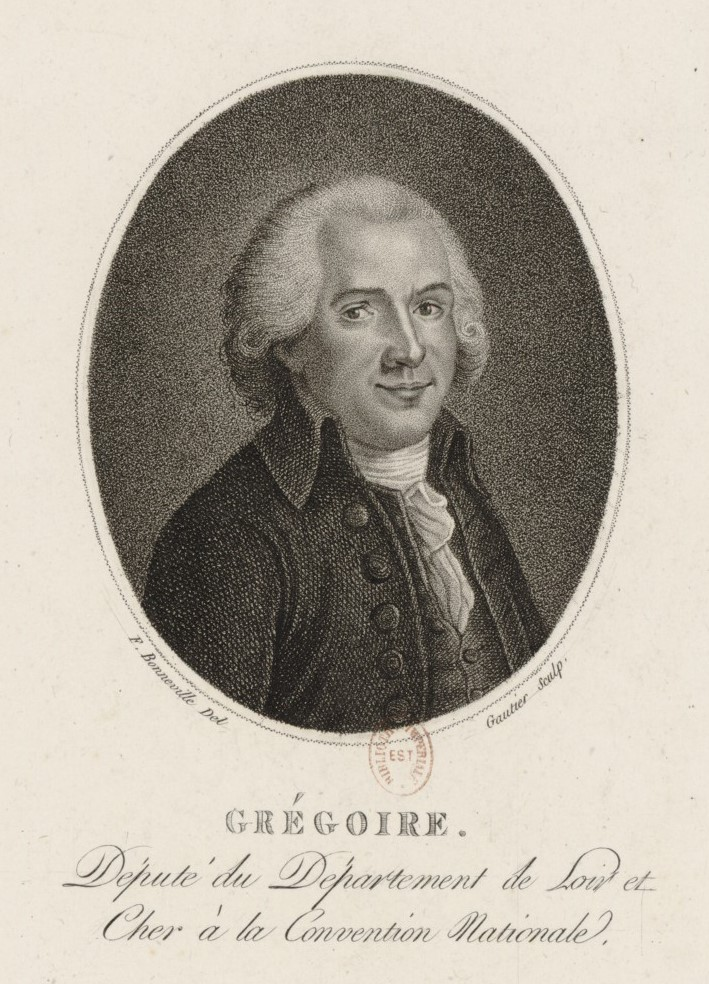
Portrait de Grégoire
Député du Loir-et-Cher
à la Convention Nationale.

Le département du Loir-et-Cher l’élit député à la Convention nationale. Dès la première séance, le 21 septembre 1792, fidèle à ses prises de position antérieures, il monte à la tribune pour défendre avec vigueur la motion sur l’abolition de la royauté proposée par Collot d’Herbois, et contribue à son adoption. C'est dans ce discours que l'on a retrouvé cette phrase mémorable : « Les rois sont dans l'ordre moral ce que les monstres sont dans l'ordre naturel ».
Élu le 17 octobre, il refuse de siéger au Comité de sûreté générale, ainsi que huit autres élus. Élu président de la Convention, entre le 15 et le 29 novembre 1792, l'abbé Grégoire la préside en tenue épiscopale.

#### La mort du roi

##### Une attitude ambigüe, équivoque
À la question de savoir si Grégoire a été de ceux des députés de la Convention qui ont voté – ou non – la mort du roi, la réponse reste controversée jusqu'aux historiens actuels. L'historienne française Françoise Hildesheimer n'entend pas « tirer une conclusion décisive » dans son ouvrage, argumentant que la réponse peut reposer sur un parti pris plus ou moins politique (de droite ou de gauche), ou selon que l'on est détracteur ou louangeur de Grégoire. À ce sujet Eugène Welvert, qui avait conclu avec assurance, dans le sens du régicide dès 1893, avait, sur ce point précis, écrit :
« L’histoire, avant tout science des faits, est analogue aux autres sciences expérimentales. Quand un fait s’est produit et qu’il a subi le contrôle de la critique historique, peu importe qu’il plaise ou qu’il déplaise : il est ».
Après la Révolution, et jusqu'à sa mort, l'abbé Grégoire se défend de l'accusation de régicide portée par des royalistes ou des épiscopaux au second concile de Paris de 1801 (peut-être même au premier de 1797). Ses dénégations ont été validées sur parole par de nombreux historiens au nom de sa religion ou de sa philosophie abolitionniste qui lui interdiraient de verser le sang. Quoi qu'on puisse penser en bien ou en mal des votes de janvier 1793 qui aboutissent à l'exécution du roi, la pensée (Voulait-il la mort du roi ?) et l'action (A-t-il voté ou non sa mort ?) de l'abbé sont controversées de son vivant et le restent aujourd'hui pour les spécialistes dont les avis divergent.

##### Les faits
Au moment des votes pour ou contre la mort du roi, Grégoire n'est pas présent à Paris, et ne participe donc pas au vote sur la mort de Louis XVI : il est noté absent pour commission à l'appel nominal ; en effet il est alors envoyé en mission pour régler différentes questions relatives au rattachement de la Savoie et du Comté de Nice à la France. Trois collègues l'accompagnent : Marie-Jean Hérault de Séchelles, Philibert Simond et Grégoire Jagot. À la fin février 1793 ils se séparent en groupes de deux : Hérault et Simond restent dans le Mont-Blanc tandis que Grégoire et Jagot prennent le chemin des Alpes-Maritimes. Ce département est créé en 1792, composé du comté de Nice détaché du royaume de Sardaigne et réuni à la France, ainsi que de la principauté de Monaco, qui comporte à l'époque Monaco, Roquebrune-Cap-Martin et Menton, annexée.
Grégoire se prononce une première fois avant son départ en Savoie le 15 novembre 1792. Il s'exprime, dans un pamphlet contre la royauté et le règne de Louis XVI, en faveur de l'abolition de la peine de mort (mais pas du pardon chrétien, du fait même de sa volonté de juger et de punir Louis XVI). Mais loin de demander que Louis XVI bénéficie le premier de cette abolition, dans le cadre d'une peinture au vitriol de la royauté, il entend a priori mettre le roi à égalité avec tous les autres repris de justice et se demande même s'il ne faut pas faire une exception : « Et moi aussi je réprouve la peine de mort ; je l'espère, ce reste de barbarie disparaîtra de nos lois. Il suffit à la société que le coupable ne puisse plus nuire : assimilé en tout aux autres criminels, Louis partagera le bienfait de la loi si vous abrogez la peine de mort, vous le condamnerez alors à l'existence afin que l'horreur de ses forfaits l'assiège sans cesse et le poursuive dans le silence de la solitude… Mais le repentir est-il fait pour les rois ? »

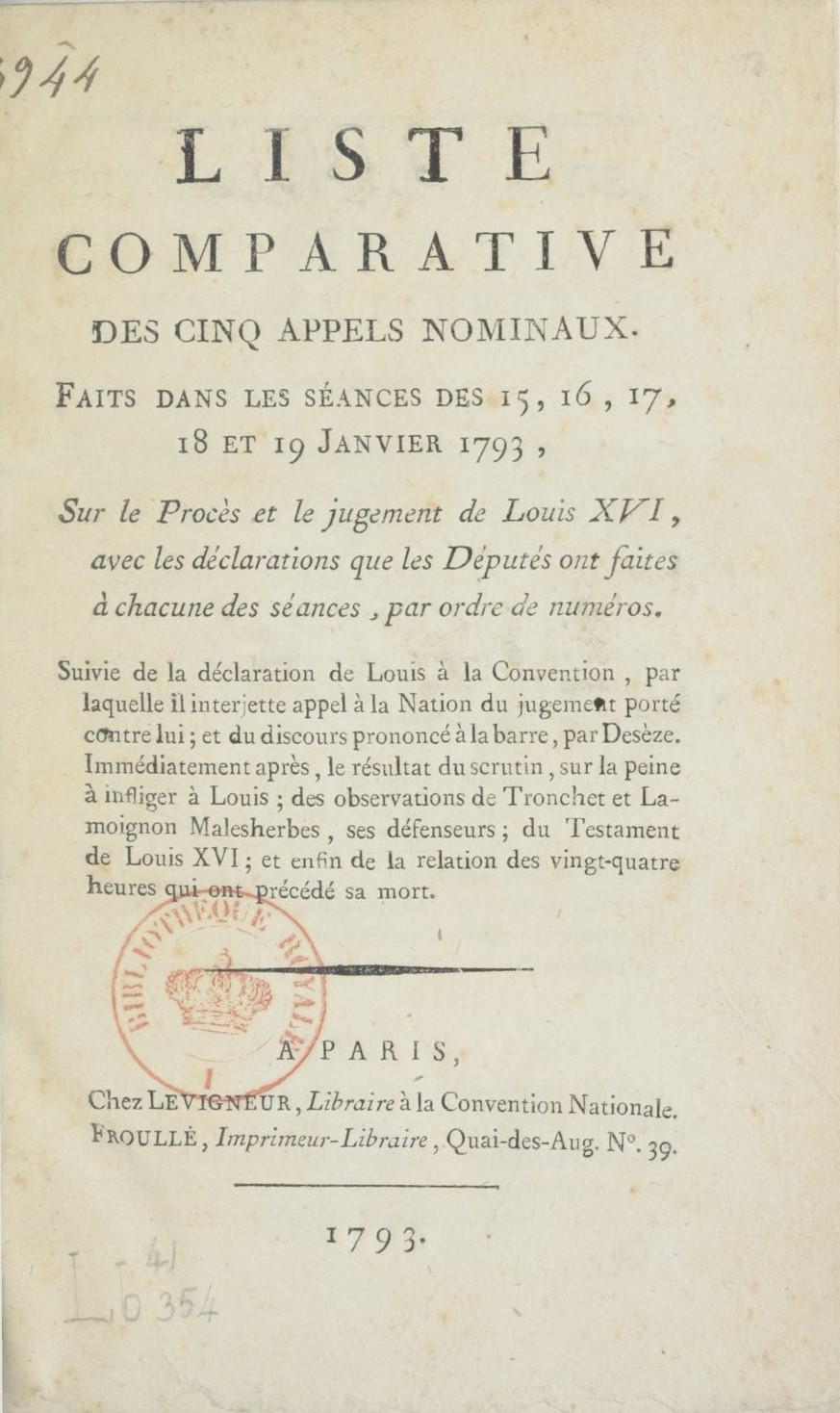
Liste comparative
des cinq appels nominaux
pour le jugement de Louis XVI
à la Convention nationale
du 15 au 19 janvier 1793 – En-tête

De nombreux conventionnels abolitionnistes tels que Robespierre, Saint-Just, Jeanbon Saint-André, Marat, Joseph Lequinio, Lepeletier de Saint-Fargeau votent inconditionnellement pour la mort du roi, considérant en janvier 1793, que la peine de mort étant toujours dans la loi, la République ne peut faire d'exception pour Louis XVI. Le problème se pose aussi pour Grégoire ce fameux 13 janvier 1793.
Le 13 janvier 1793, lui et ses trois collègues commissaires envoient de Chambéry à Paris une lettre pour demander « la condamnation de Louis Capet par la Convention nationale sans appel au peuple » qui est lue à la Convention Nationale le 19 du même mois par Saint-Just. Mais selon les allégations post-révolutionnaires de Grégoire, c'est-à-dire postérieures au 18 brumaire an VIII (9 novembre 1799), publiées pour la première fois en novembre 1801 dans Les Annales de la religion par son ami François-Xavier Moïse, si la mention "à mort" ne se trouvait pas dans la missive c'est parce qu'il la fit réécrire par ses trois collègues sans les mots « à mort », avant de la signer. Ce premier jet signé exclusivement par Hérault, Simond et Jagot n'a jamais été retrouvé. Pas moyen donc d'en vérifier l'authenticité. La réalité est peut-être autre.
Le lundi matin 28 janvier 1793, un bulletin jacobin bi-quotidien de quatre pages, le Créole Patriote de Claude Milscent, publié avec un mot d'accompagnement d'André Jeanbon Saint-André, député montagnard du Lot, une note de Hérault de Séchelles, Grégoire, Simond et Jagot. Elle indique leur « vœu formel » : « Pour la mort de Louis sans appel au peuple ».
Un second document, autographe lui, daté du 16 février 1793 montre Saint-André écrire aux quatre commissaires pour les informer qu'en réaction à des insinuations négatives relatives à l'équivoque d'une lettre officielle ne comprenant pas la mention "à mort", il fait précisément publier dans le Créole Patriote leur note informant la Convention de leur vrai but : pour la mort de Louis sans appel au peuple. Or dans ses Mémoires en 1808 tout en niant avoir voulu la mort du roi, Grégoire reconnaît l'existence d'une intervention de Jeanbon Saint-André en faveur des quatre députés missionnaires au club des jacobins,,, en même temps qu'il se refuse « à émettre une opinion sur ses collègues régicides qui ont suivi la voix de leur conscience ».

##### L'interprétation des faits

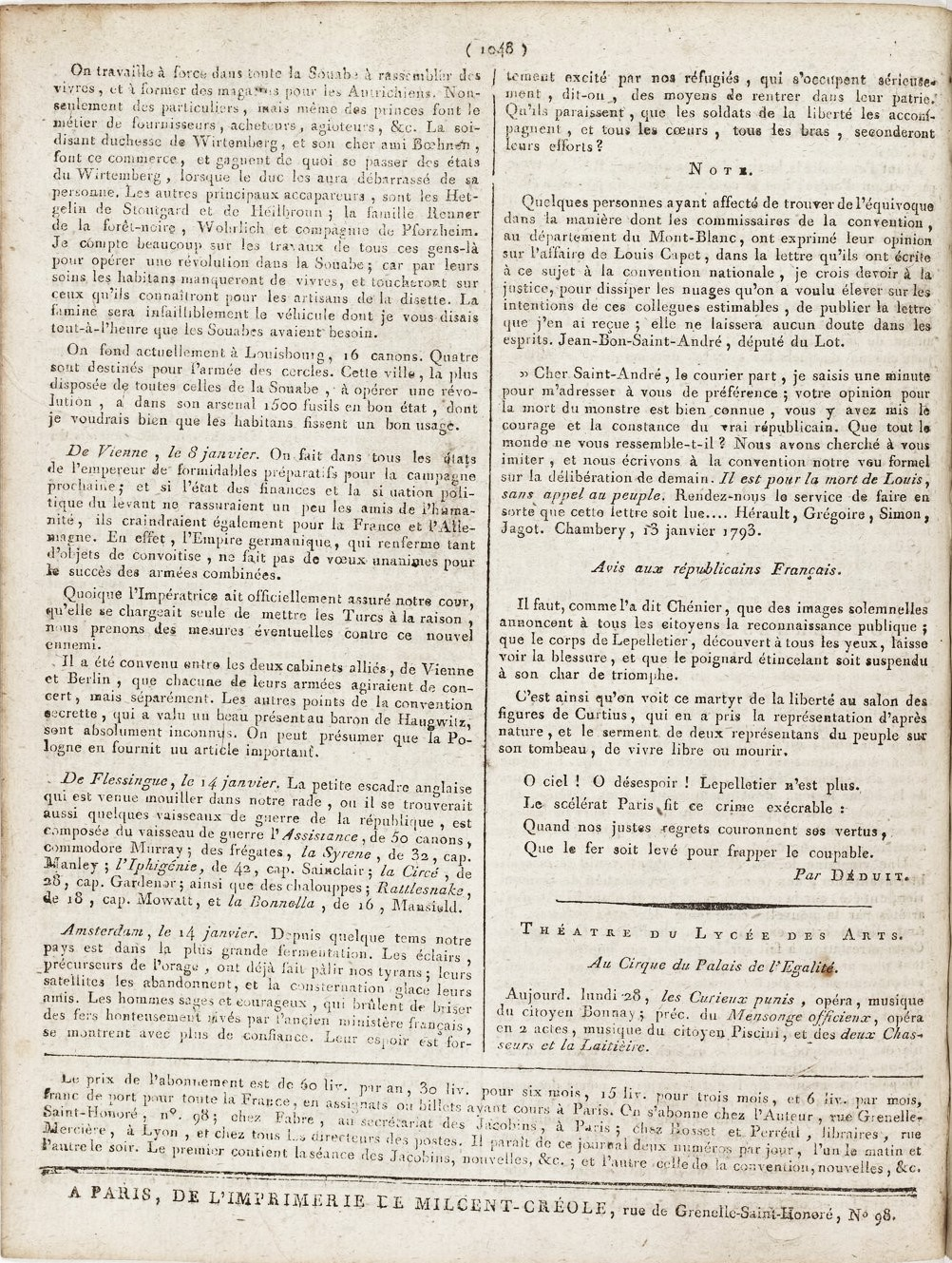
Créole patriote du 28 janvier 1793 p. 1048
Note de Jeanbon-Saint-André
(colonne de droite).

D'après Eugène Welvert et Jean-Daniel Piquet, l'abbé Grégoire n'ayant pas protesté dans ses Mémoires contre les interventions de Jeanbon Saint-André, il y a lieu de croire qu'elles correspondaient à ses opinions du moment. Le 1er juillet 1793 il reproche aux « législateurs » d'avoir « royalisé » ces contrées « par la longueur de vos discussions sur le compte d'un tyran qu'il fallait se hâter d'envoyer à l'échafaud » (pour Grégoire, l'appel au peuple, l'amendement Mailhe, le sursis sont des atermoiements qui mettent le peuple du côté du roi et la République en danger). Il regrette donc, comme Jeanbon Saint-André l'avait dit le 30 novembre 1792, que l'on n'ait pas été plus expéditif à l'égard de Louis XVI dont la vie et le procès même, à leurs yeux, mettaient en danger la République.
Bernard Plongeron conteste ces éléments, estimant que la note co-signée par Grégoire a été seulement insérée dans Le Créole Patriote, journal à ses yeux "très confidentiel", et qu'on ne saurait à ce titre promouvoir au rang de "sources" et de pièce à conviction. Le document autographe de Saint-André envoyé aux commissaires  
n'est pas commenté. Bernard Plongeron s'étonne par ailleurs qu'on puisse soupçonner Grégoire de s'être comporté comme une girouette entre novembre 1792 et janvier 1793 ; eu égard à l'intrépidité du personnage dans ses combats sous la Restauration et de ses démentis constants de l'accusation de régicide.
À partir des attaques dont Grégoire fait l'objet au club des Jacobins et du fait que son avis n’est pas pris en compte par la Convention, l'historienne américaine, Allyssa Goldstein Sepinwall jette à son tour, le doute sur l'authenticité de la signature de Grégoire dans la note publiée par le Créole Patriote. Ses trois collègues auraient pu signer la note à son insu en son nom après qu'il les a forcés à refaire la lettre sans la mention "à mort". Mais Chez Grégoire, d'après elle, l'équivoque et la girouette n'en priment pas moins : 
« On peut dire avec certitude que Grégoire s'essaya dans les deux voies. En 1792 il s'opposa à la peine de mort pour apaiser sa conscience religieuse, mais il demeura ambigu, à propos de ses véritables sentiments lorsque le verdict fut rendu, et il soutint l'exécution qui s'ensuivit afin de s'assurer de la punition du roi et de conserver son influence politique. L'ambiguïté présumée de la lettre (après tout il aurait pu choisir l'expression plus explicite de condamné à vie) dans le contexte de ses déclarations violemment antimonarchiques lui permit de  garder de bonnes relations avec les patriotes de la Révolution sans toutefois avoir l'impression de violer ses croyances chrétiennes. Par conséquent lorsque Grégoire déclare n'avoir jamais changé d'opinion, il dissimule en réalité des choix stratégiques qu'il dut faire à des moments précis. ».
Cette auteure fait cependant l'impasse sur le mot d'accompagnement de Jeanbon Saint-André à la note parue dans le Créole Patriote du 28 janvier 1793 au matin, sur la lettre de confirmation qu'il a envoyée aux commissaires le 16 février 1793 et sur la mention de son nom par Grégoire comme leur défenseur au club des Jacobins, dans ses Mémoires. En 1984 un biographe de Hérault de Séchelles, Jean-Jacques Locherer, qui n'avait pas connaissance de la note avait souligné cette ambiguité et ce désir commun à l'ex-magistrat et à ses compagnons de ne pas se compromettre".
Jean-Daniel Piquet avait répondu au contraire que la lettre officielle relative à "la condamnation de Louis Capet sans appel au peuple" avait été envoyée par des commissaires qui, écrivaient-ils, ne voulaient pas "se soustraire à cette obligation" sous  peine de "lâcheté" et “à proximité du tyran piémontais" . Il était difficile à ses yeux d'interpréter le texte comme relevant d'"un choix équivoque" de la part des quatre députés. Et de par la publication de cette note et de la réponse manuscrite de Jeanbon Saint-André, la preuve définitive était faite à ses yeux qu'ils n'hésitèrent pas "à se compromettre"   
D'après Louis Maggiolo, les termes assez violents de la lettre officielle contre « ce roi parjure » laissent difficilement croire à une interprétation clémente du mot condamnation, et toujours d'après lui ses discours ultérieurs « lui donnèrent durant la Terreur le bénéfice et la sécurité du régicide ».
Françoise Hildesheimer, qui ne se prononce pas péremptoirement sur la question du régicide, souligne le bien-fondé des remarques d'Allyssa Goldstein Sepinwall et de Louis Maggiollo et admet, sur la base de recherches érudites condamnées par les laudateurs de Grégoire, « quelques accommodements opportunistes » contraires à « la vertu morale » qu'ils célèbrent en lui. Elle s'interroge également, à partir du cahier de correspondance d'Hérault de Séchelles sur la version de Grégoire quant à la mention « à mort » retirée d'un texte originel rédigé et signé par ses trois collègues. Françoise Hildesheimer relève que l'original du texte lu à la Convention le 19 janvier s'y trouve « identique et unique, sans rature aucune ni autre jet contenant l'expression condamnation à mort de Louis Capet ». Elle pose alors la question :
« Grégoire aurait-il réécrit l'histoire et se serait-il inventé une attitude vertueuse ? »

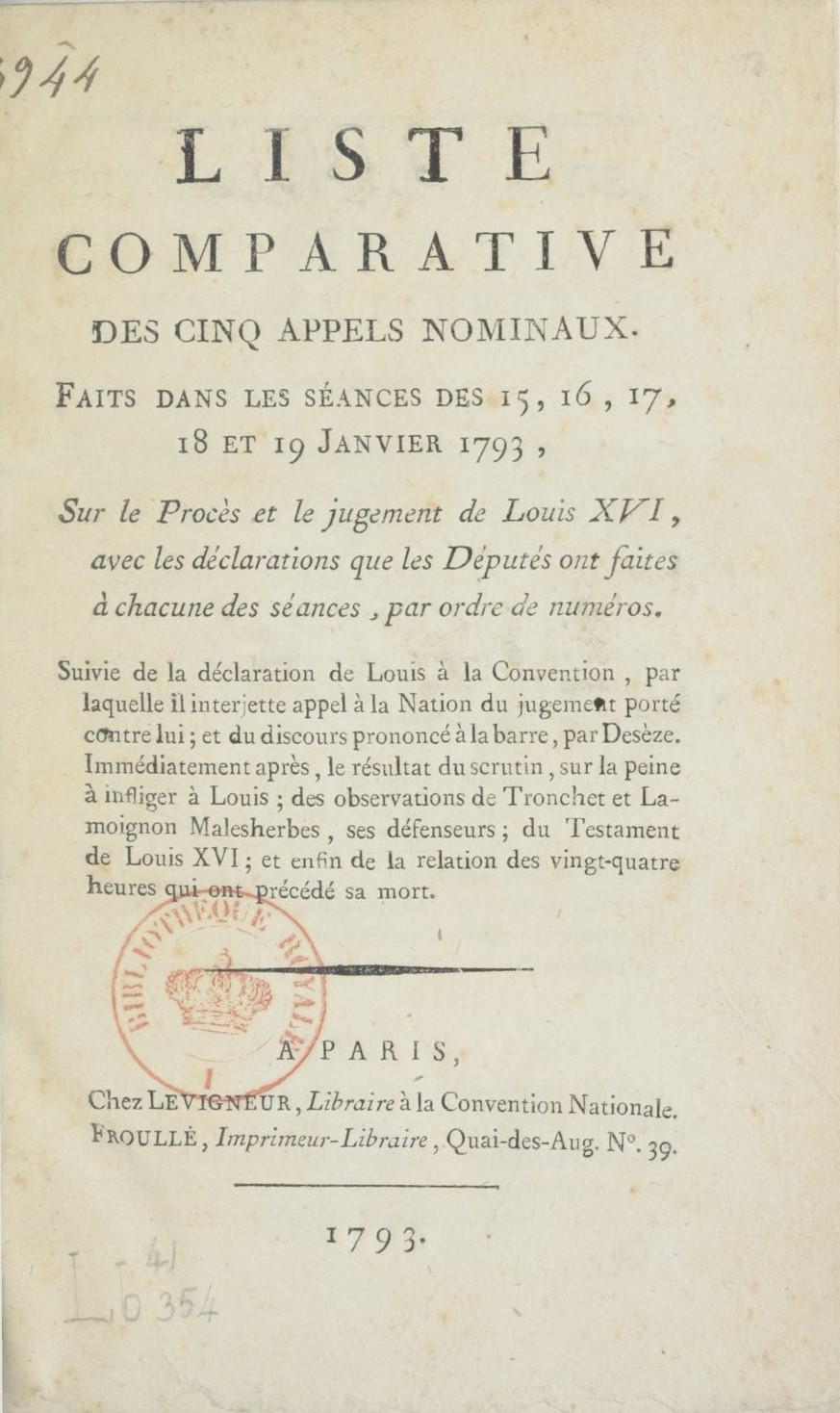
Résultat des cinq appels nominaux
pour le ju[ge]ment de Louis XVI
Page 25.

Françoise Hidesheimer relève que certains historiens, tels que Bernard Plongeron, « à la réaction indignée et méprisante », Rita Hermon-Belot et quelques autres, qui « avaient largement ignoré les documents exhumés par Eugène Welvert, contestent ces pièces. ». À leurs yeux ces pièces alimentent une « légende noire » mettant le personnage en contradiction avec ses principes religieux. Mais ces historiens, relève Françoise Hildesheimer, ne discutent pas de la « légende dorée » qu'ils avaient au contraire créée ou validée, erreurs à l'appui, lors du bicentenaire de la Révolution. Ainsi, en se basant sur l'article de François Moise, Bernard Plongeron, qu'elle considère comme « l'historien autorisé », a invoqué en 1989, au côté de la lettre collective du 13 janvier l'existence d'une missive personnelle de Grégoire où il indiquerait que « s'il reconnaissait à la Convention le droit de juger Louis XVI, sa religion lui défendait de répandre le sang des hommes. ». Or F. Hildesheimer après vérification a relevé que cette lettre n'a, au contraire, pas été signalée par l'article de Moise, qu'elle est restée « introuvable », alors même qu'elle « l'aurait lavé de tout soupçon ».
Seul élément authentique apparemment à décharge pour Grégoire dans ce dossier, invoqué par Grégoire et ses défenseurs, François Moise en 1801, puis Pierre Fauchon et Georges Hourdin en 1989, la réaction de l'abbé Claude Fauchet, député girondin du Calvados, publiée dans son périodique le Journal des Amis du 2 février 1793. Hostile à tout procès et à toute condamnation du roi, Fauchet s'abstient sur la culpabilité, vote pour l'appel au peuple, pour la détention durant la guerre, le bannissement à la paix et pour le sursis et considère que Grégoire n'a pas voulu la mort du roi à la lecture de la lettre officielle du 13 janvier 1793.
Selon Rita Hermon - Belot et la préfacière de son livre, Mona Ozouf, de tels commentaires témoignent assurément de l'opinion générale de la Convention Nationale à l'égard de la position de Grégoire sur le sujet, quelle qu'ait été celle-ci : tout le monde considérait qu'il s'opposa à la mort du roi en janvier 1793.
Françoise Hildesheimer infléchit cette interprétation :« Selon lui [Fauchet] Grégoire a écrit avec les autres commissaires du Mont-Blanc, qu'il votait pour que Louis fut jugé sans appel par la Convention Nationale ; mais la nature de la peine à infliger n'est point marquée dans cette lettre. ». Il reste que, si Fauchet a cru devoir faire cette mise au point, c'est que la lettre du quatuor était ambiguë.
De son côté en étudiant sa proximité en 1793 et 1794 avec les milieux jacobins et montagnards sur l'affaire du régicide et des questions coloniales, Jean-Daniel Piquet relève que les allégations de Fauchet présentées comme assurées, débutent par « je pense que » et relèvent donc d'une interprétation personnelle dénuée de toute preuve documentaire ou même de témoignage oculaire,. Et l'intervention du montagnard jacobin Jeanbon Saint-André est là pour démontrer que les députés qui votent dans une écrasante majorité — à la différence de Fauchet — pour la culpabilité de Louis XVI, puis à une majorité moins forte mais absolue contre l'appel au peuple pour la mort et contre le sursis, sont désormais convaincus, comme le député du Lot, que Grégoire et ses trois collègues missionnaires s'étaient prononcés « pour la mort de Louis sans appel au peuple ». Jean-Daniel Piquet a également relevé que Fauchet entend peut-être répondre à d'autres brissotins, qui ont interprété la lettre apparemment ambiguë du 13 janvier comme un appel clair à la mort de l'accusé. Ainsi en a-t-il été de Antoine-Joseph Gorsas qui vote l'appel au peuple et le bannissement. Dans le numéro du 20 janvier 1793 de son journal, le Courrier des quatre-vingt-quatre départements, Gorsas écrit à propos des quatre commissaires, « qu'ils sont convaincus de ses crimes, et qu'ils votent pour la condamnation à mort, sans appel au jugement du peuple. Cette lettre, signée Grégoire, Hérault, Jagot et Simon (sic), obtient le décret de mention honorable. ». Mona Ozouf a bien relevé que Grégoire et ses trois collègues avaient en tout état de cause rejeté explicitement la manœuvre dilatoire de la Gironde, favorable à l'appel au peuple.
À propos de l'épithète « régicide » ou « non régicide », basée sur le critère strict du vote parisien à la Convention, Jean-Daniel Piquet considère que « si Grégoire n'est pas de ceux qui ont contribué à faire périr le roi de par son statut d'"absent pour commission", pour la même raison il n'est pas de ceux, minoritaires mais nombreux, qui tentèrent de le sauver. ».

#### L'exaltation personnelle du tyrannicide et du régicide
Même sans l'accord ou l'influence de ses trois collègues, il se livra à des éloges de la journée du 21 janvier 1793 et à des encouragements à des exécutions de rois ou de tyrans réels ou supposés très éloignés des convictions chrétiennes de non-violence que certains historiens lui attribuent. Ils  nourrirent le qualificatif de régicide sous la Restauration chez les contre-révolutionnaires comme chez son plus illustre défenseur Stendhal. De ces données il se défendit en les attribuant à des employés de bureau qui les auraient en l'an II sous la Convention montagnarde insérées à son insu. Pourtant déjà en mars 1792 sous la Législative, à Blois dans son discours sur Simonneau, alors très remonté depuis juin 1791 contre la monarchie, il commence par dénoncer les rois comme « bourreaux du peuple », « fainéants titrés », « brigands couronnés », « fléaux de la terre », « tyrans ».
Rita Hermon-Belot et Mona Ozouf qui jettent le doute sur l'authenticité de la note du Créole Patriote ont distingué sa haine viscérale de la monarchie, ses appels au meurtre des rois étrangers, d'une aspiration à la clémence pour Louis XVI ou d'une hésitation sur le sujet.
Pourtant dans le Mont-Blanc à l'annonce en janvier 1793 de la mort de Louis XVI, soit sous la Convention girondine, Grégoire s'inscrit dans le double concept religieux et antique du « tyrannicide ». Ainsi écrit-il dans une adresse aux habitants du Mont-Blanc : 

« Grâce au Ciel, on ne jurera plus fidélité à un roi, puisque le fléau de la Monarchie a été anéanti ainsi que le tyran qui en était revêtu. Désormais les ecclésiastiques doivent jurer de maintenir la liberté, l’égalité ou de mourir en les défendant en y joignant la clause de veiller fidèlement sur les fidèles confiés à leurs soins. »

Visiblement Grégoire exprime un soulagement religieux à l’annonce de l’échec cinglant de l’ultime tentative de sauvetage du roi : le sursis. À l’instar de certains montagnards, il clame vis-à-vis de ses coreligionnaires « liberté, égalité ou la mort ». Ce texte écrit juste après l’exécution de Louis XVI et publié dans les œuvres de Grégoire, fragilise le bien-fondé des doutes émis par certains quant à l'authenticité de la note publiée dans le Créole Patriote du 28 janvier 1793-matin ou sur la falsification éventuelle de sa signature personnelle. D'autant qu'un peu plus loin il ajoute regretter qu'on n'ait pas "purgé" la France de "la race sanguinaire des rois". Dans une autre note insérée au bas du rapport sur sa mission dans le Mont-Blanc et les Alpes Maritimes il offre à distance à un prisonnier récemment libéré par le roi de Sardaigne "une couronne civique s'il lui apportait la tête d'un tyran". Il a été par ailleurs relevé tout à la fois sa haine, en l'an II, de la tyrannie monarchique et son opinion clairement assumée en faveur des deux régicides historiques du 21 janvier 1793 et du 30 janvier 1649 ; chacune des deux journées qui voient les exécutions de Louis XVI et de Charles Ier :

« Tout ce qui est royal ne doit figurer que dans les archives du crime. La destruction d’une bête féroce, la cessation d’une peste, la mort d’un roi, sont des moments d’allégresse pour l’histoire de l’humanité. Tandis que par des chansons triomphales nous célébrons l’époque où le tyran monta sur l’échafaud, l’Anglais avili porte le deuil anniversaire de Charles 1er, l’Anglais s’incline devant Tibère et Sejan». »

 Mais un peu plus loin il appelle explicitement à tuer ou faire tuer en Grande-Bretagne le roi George III et tous ses proches : 
≤ Quoique le parlement britannique soit vendu à l'iniquité, c'est peut-être de son sein que sortira le signal d'une révolution nouvelle ; car il renferme quelques philosophes amis de la vertu et des droits du peuple. Ah ! qu'ils ne se découragent point : (…) la massue de la vérité est entre leurs mains ; avec elle ils terrasseront les brigands de la cour de Saint-James, planteront sur les cadavres sanglants de la tyrannie l'arbre de la liberté qui ne peut prospérer s'il n'est arrosé du sang des rois. ».
L'abbé Grégoire s'associe donc pleinement en 1794 aux célébrations nationales du premier anniversaire de la journée du 21 janvier 1793 ; mais aussi par la négative du premier martyr de la Montagne, Lepeletier de Saint-Fargeau, assassiné le 20 janvier 1793 pour avoir voté la mort de Louis XVI. Il le compare aux tyrannicides Aristogiton et Harmodius : 
« Aristogiton que Thucydide et Lucien nous peignent comme le plus pauvre, le plus vertueux de ses concitoyens comme un vrai sans-culotte, de concert avec son ami Harmodius tua le Capet d'Athènes « Pisistrate, qui avait à peu près l'âge et la scélératesse de celui que nous avons exterminé ». Ce même jour, Harmodius, qui d'après les détails que donne l'histoire, paraît avoir été de la caste des privilégiés des Eupatrides, fut comme Le Pelletier assassiné pour avoir concouru à la destruction du tyran ; et la royauté fut abolie dans Athènes, à peu près à la même époque qu'à Rome."
Entre-temps, le 2 juin 1793, juste après l'expulsion des ténors de la Gironde, sur laquelle il ne se prononce cependant pas, il clame la nécessité de faire un « exemple terrible » en punissant « du supplice du tyran le chef de la force armée qui menaçait la Convention ». Sous la Convention thermidoriennne en l'an III, sa haine ne change pas. Ainsi le 9 thermidor an III-27 juillet 1795, il demande à commémorer publiquement le troisième anniversaire de la journée du 10 août 1792 afin d'en imposer aux royalistes.
Relevons quand même que si sa haine de la tyrannie est intransigeante, celle des monarques n'est pas aussi absolue. Au moment de quitter Blois pour Paris à l'été 1792, il prononce un sermon dans lequel il admet que deux rois de France sur les soixante-dix ayant régné méritaient considération. Il s'agissait de saint Louis et de Charles V.

#### La promotion de l'instruction publique

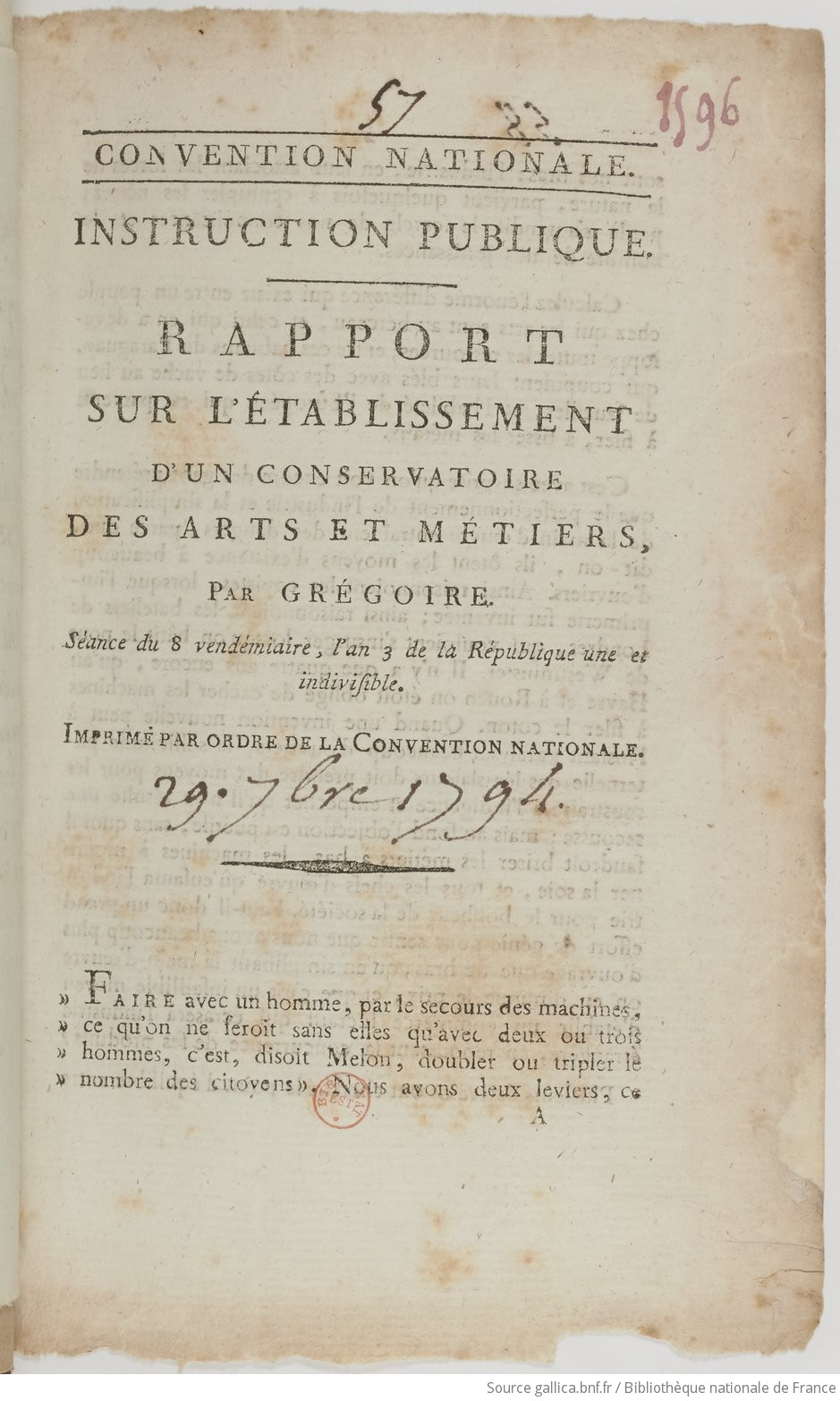
Rapport sur l'établissement
d'un conservatoire des arts et métiers
par Grégoire
8 vendémiaire de l'an 3
(10 octobre 1794).

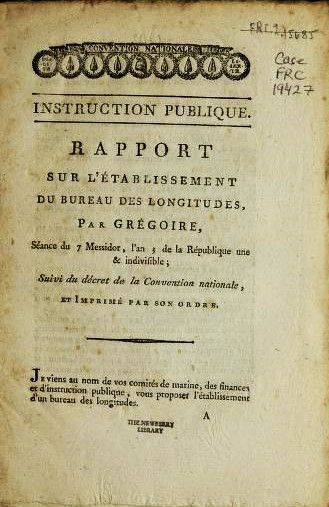
Rapport sur l'établissement
du bureau des longitudes
lu à la tribune de la Convention
7 messidor an 3 (25 juin 1795).

- Grégoire s'occupe de la réorganisation de l'instruction publique en étant un des membres les plus actifs du Comité de l'Instruction publique. Dans le cadre de ce comité, dès le 13 août 1790, il lance une grande enquête qui lui prendra 4 ans jusqu'en 1794[106] relative « aux patois et aux mœurs des gens de la campagne »[107] pour favoriser l'usage du français. Puis, à partir de 1793, pendant la Convention, au sein du Comité d'instruction publique où il se montre très actif, il lutte pour l'éradication de ces patois. L'universalisation de la langue française par l'anéantissement, non seulement des patois, mais des langues des communautés minoritaires (yiddish, créoles) est pour lui le meilleur moyen de répandre dans la masse les connaissances utiles, de lutter contre les superstitions et de « fondre tous les citoyens dans la masse nationale », de « créer un peuple ». En ce sens, le combat de Grégoire pour la généralisation (et l'enseignement) de la langue française est dans le droit fil de sa lutte pour l'émancipation des minorités[108]. En 1794, l'abbé Grégoire présente à la Convention son « Rapport sur la Nécessité et les Moyens d'anéantir les Patois et d'universaliser l'Usage de la Langue française », dit Rapport Grégoire, dans lequel il écrit :

« On peut uniformiser le langage d’une grande nation […]. Cette entreprise qui ne fut pleinement exécutée chez aucun peuple, est digne du peuple français, qui centralise toutes les branches de l’organisation sociale et qui doit être jaloux de consacrer au plus tôt, dans une République une et indivisible, l’usage unique et invariable de la langue de la liberté. »
- Il contribue aussi à la création, en 1794, du Conservatoire national des arts et métiers. L’acte de naissance de la nouvelle institution – un décret de la Convention nationale du 19 vendémiaire an III (10 octobre 1794) – résulte du rapport très étayé, en date du 8 vendémiaire an III (29 septembre 1794) qu'a rédigé Grégoire. Car il veut engager la nation dans la voie du progrès en défendant le principe d’une souveraineté économique et propose en ce sens l’établissement de ce conservatoire[110] pour « perfectionner l'industrie nationale ».

- Il joue un rôle éminent dans l'institution du Bureau des longitudes en lisant à la tribune de la Convention le rapport qu’il a rédigé en concertation avec les comités de marine, des finances et de l’instruction publique. Il en affirme très clairement les objectifs : « Les succès des Anglais à diverses époques, et spécialement dans la guerre de 1761, n'ont que trop prouvé que la supériorité de la marine décide souvent des résultats de la guerre. Une des mesures les plus efficaces pour étouffer la tyrannie britannique, c'est de rivaliser dans l'emploi des moyens par lesquels cet État, qui ne devrait jouer qu'un rôle secondaire dans l'ordre politique, est devenu une puissance colossale. Or les Anglais, bien convaincus que sans astronomie on n'avait ni commerce, ni marine, ont fait des dépenses incroyables pour pousser cette science vers la perfection. »[111].

Mais ce ne sont pas les seules attributions de ce Bureau, il est aussi chargé de la rédaction de la Connaissance des Temps, publication annuelle contenant les tables astronomiques créée en 1679. II doit également assurer la rédaction d'un « annuaire propre à régler ceux de la République ». Le Bureau des longitudes a donc plus généralement pour mission le perfectionnement des tables astronomiques. II a donc sous sa responsabilité l'Observatoire de Paris, et celui de l'École militaire et tous les instruments d'astronomie qui appartiennent à la nation (en particulier ceux saisis à la Révolution). L'un des membres du Bureau doit également faire chaque année un cours d'astronomie.
- Il contribue aussi à la création  de l'Institut de France. Au moment de la Révolution des académies existent depuis longtemps. Il s'agit de l’Académie française fondée en 1635 sous l’égide de Richelieu et qui publie son premier dictionnaire en 1694, une académie royale de peinture et de sculpture fondée en 1648 à l'initiative de Charles Le Brun, de musique, d’architecture, des inscriptions et des belles-lettres et des sciences fondées entre 1648 et 1671 sous l'égide de Colbert[113].

Mais toutes ces académies ont, aux yeux des députés de la Convention, la tache originelle d’avoir été fondées, subventionnées et, ou patentées par le pouvoir royal honni. Au sein du Comité de l’instruction publique de la Convention, Grégoire rédige un rapport faisant le procès des académies et affirme solennellement à la tribune que « le vrai génie est sans-culotte et s’il n’était pas encouragé, les riches, qui ne conserveront que trop l’ascendant de la fortune, auraient encore bientôt celui de la science ». À la suite de son discours, la Convention décrète le 21 thermidor an I (8 août 1793), la suppression de toutes les académies royales, « royaume des lettrés, titrés, mitrés » selon la formule de Chamfort, y compris l'Académie française, et confirme l'interdiction d'élire de nouveaux membres pour remplacer ceux décédés. Elles sont donc dissoutes.
Par décret daté du 5 fructidor an III (22 août 1795), ces académies sont remplacées par une seule entité : l'Institut de France, dont la loi Daunou arrête l'organisation le 3 brumaire an IV (25 octobre 1795) en plusieurs classes qui évolueront plusieurs fois jusqu’en 1832, prenant alors la configuration qu'on lui connaît encore au XXIe siècle.

#### Le protecteur des biens de la Nation
La notion de vandalisme est démocratisée par les écrits de l'abbé Grégoire dans un rapport adressé à la Convention nationale le 14 fructidor an II-31 août 1794, en pleine Révolution française, après la Chute de Robespierre. Il met en avant la destruction massive et impunie des monuments et objets qu'il considère « nationaux ». Il participe à la sauvegarde contre les pillages de certains lieux, comme la basilique de Saint-Denis, au motif qu'ils font partie de l'histoire de France. Il joue un grand rôle dans la prise de conscience patrimoniale et demande la conservation des monuments de l'ancienne France monarchique, pourtant cibles des émeutes. Cette notion de vandalisme puisait ses origines sémantiques et étymologiques dans le mot vandales, un peuple germanique acteur des grandes invasions du Ve siècle, considéré depuis le Haut Moyen Âge comme un peuple barbare. Dans ses Mémoires, l'abbé Grégoire revendique la paternité de ce néologisme, et déclare l'objectif de sa démarche :

« Je créai le mot pour tuer la chose »

— Henri Grégoire, Mémoires de Grégoire, ancien évêque de Blois, 1837,
Cet engagement préfigure la création du statut de monument historique, qui est effective à partir de 1840. Cependant, là non plus, il ne faut pas prendre à la lettre ses déclarations post-thermidoriennes[Lesquelles ?], comme l'ont montré James Guillaume puis Serge Bianchi. D'après le premier, notamment, en l'an II, Grégoire agit en osmose avec le Comité de salut public (qu'il accuse par la suite d'avoir organisé le vandalisme) : protection des monuments patrimoniaux exigée par le Comité mais destruction de toutes les pièces royales, sous réserve qu'elles ne symbolisent pas un acte régicide. Ainsi dans ce même rapport du 14 fructidor an II-31 août 1794 Grégoire qualifie d'agents de l'Angleterre des vandales qui venaient de détruire une estampe représentant l'exécution en 1649 de Charles Ier, et regrette l'absence d'estampes de ce type pour chacun des rois de France.

#### Pendant la Terreur
Malgré la Terreur, il ne cesse de siéger à la Convention en habit ecclésiastique et n'hésite pas à condamner vigoureusement la déchristianisation des années 1793 et 1794. Plusieurs fois, il échappe de peu à une arrestation. Il n'en continue pas moins de se promener dans les rues en tenue épiscopale et à célébrer tous les jours la messe chez lui. Sans doute est-il soutenu à la Convention montagnarde par Robespierre et par Danton qui prononcent chacun en l'an II, le 1er frimaire an II (21 novembre 1793) et le  26 novembre 1793, un discours en faveur de la liberté des cultes. Le 3 février 1793, Grégoire, Hérault de Séchelles, Simond et Jagot ont, sous le sceau du secret, écrit une lettre alarmiste à Danton dont ils connaissaient déjà l'esprit de tolérance religieuse et sa compétence missionnaire, pour l'informer de leur isolement et leur impopularité dans le département du Mont-Blanc. Les facteurs d'opposition locale aux commissaires étaient alors nombreux : « opposition nobiliaire, cléricale, hostilité larvée des municipalités et des administrateurs provisoires, fidélité douteuse des Jacobins locaux, enfin et surtout hostilité générale des populations, chose terrible pour celui qui se croyait libérateur et se voit assimilé à un occupant ». Il y avait aussi espionnage « du Maire jusqu'au Mendiant », refus de « ne rien nous communiquer ». Quant au secret du document « il s'explique probablement par la crainte d'un renforcement de l'anticléricalisme girondin que réprouvaient déjà Danton et Robespierre. »
On doit aussi signaler que dans le procès de Louis XVI Danton s'étant prononcé après son retour de mission pour la mort et contre le sursis puis fit repousser le jour du suffrage sur la peine une décision prise à la majorité des 2/3 des voix, proposée par le brissotin Lanjuinais. Danton aurait même dit à la fin novembre 1792 : « Il ne faut pas juger le roi mais simplement le tuer ».
Mais après la chute de Robespierre en juillet 1794, il acquiert l'hôtel particulier de Robespierre[réf. souhaitée] dans la rue du Pot-de-Fer dite du Verger (actuelle rue Bonaparte) et maintient cette pratique[Laquelle?]. Plutôt en contradiction avec ses autojustifications ultérieures d'un homme qui n'aurait pas voulu verser le sang d'un homme, le 13 thermidor an II/31 juillet 1794 il se félicite auprès de ses administrés des journées des 9 et 10 thermidor, des exécutions des frères Robespierre (Maximilien et Augustin), de Saint-Just, de Couthon et de Lebas. Ce qui a fait dire à Françoise Hildesheimer : « Ni regret ni déploration du sang versé dans ce cas aussi ». Ensuite, le 24 décembre 1794, devant la Convention, Grégoire prononce sous les huées son Discours sur la liberté des cultes où il demande la liberté pour les cultes et la réouverture des églises : « Pendant de longues années, je fus calomnié pour avoir défendu les mulâtres et les nègres, pour avoir réclamé la tolérance en faveur des juifs, des protestants, des anabaptistes. J’ai décidé de poursuivre tous les oppresseurs, tous les intolérants ; or je ne connais pas d’êtres plus intolérants que ceux qui, après avoir applaudi aux déclarations d’athéisme faites à la tribune de la Convention nationale, ne pardonnent pas à un homme d’avoir les mêmes principes religieux que Pascal et Fénelon. »

### Conseil des Cinq-cents et Corps législatif
La constitution de l'an III ( 22 août 1795) le fait entrer au conseil des Cinq-Cents (député de l'Hérault) ; le coup d'État du 18 Brumaire (9 novembre 1799) le porte au Corps législatif comme député de Loir-et-Cher[réf. nécessaire].
Présenté par le Corps législatif, le Tribunat et le Sénat conservateur, pour faire partie de ce dernier corps, ce n'est qu'après une assez longue hésitation qu'il accepte ces hautes fonctions le 4 nivôse an X (25 décembre 1801)[réf. nécessaire].

### L’opposant aux régimes «aristocratiques»

#### La résistance à la censure et au rétablissement de l'esclavage
Il s'engage contre le rétablissement de l'esclavage par Napoléon après son coup d'État de 1799, quand « la censure et la propagande officielle » du nouveau régime « imposent une idéologie massivement inégalitaire », à une opinion publique souvent hostile, selon les rapports de police, via de nombreux articles de presse, brochures et gros ouvrages souhaitant rejeter l'apport des Lumières, « ouvertement au profit de théories pseudoscientifiques visant à classer et hiérarchiser » les « races » humaines, « tout en proclamant hautement la vocation » des « êtres supérieurs » à « civiliser » les autres hommes, selon les analyses détaillées des publications de l'époque réunies par l'historien Yves Benot dans un livre de 1992. Au même moment se manifeste la persistance de « pôles de résistance », à la censure, émanant d'anti-esclavagistes, pas seulement les plus connus, comme l'abbé Grégoire, mais également d'autres libéraux plus modérés incluant Amaury Duval, Pierre-Louis Ginguené, Jean-Baptiste Say, Joseph-Marie de Gérando, Dominique Dufour de Pradt et Antoine Destutt de Tracy,.
Malgré son opposition à Napoléon, il est nommé membre de la Légion d'honneur le 9 vendémiaire an XII (2 octobre 1803) et commandant de l'Ordre le 25 prairial suivant. Il devint comte de l'Empire en 1808.

#### Vers la fin de l'Empire
Pendant l'Empire et sous la Restauration, il écrit de nombreux ouvrages, notamment une Histoire des sectes en deux volumes (1810). Il fait partie, au Sénat conservateur, des rares opposants irréductibles à Napoléon Ier. Il fut l'un des cinq sénateurs qui s'opposèrent à la proclamation de l'Empire. Il s'oppose de même à la création de la nouvelle noblesse d’Empire puis au divorce de Napoléon Ier et de Joséphine.
Le 1er avril 1814, Grégoire est l’un des 64 sénateurs qui répondent à la convocation de Talleyrand pour proclamer la déchéance de Napoléon. Depuis le mois de janvier, il participe régulièrement à des réunions avec Lanjuinais, Garat et Lambrechts pour préparer un plan : ils envisagent la création d’un gouvernement provisoire et la réunion d’une assemblée constituante en cas de défaite de l'Empereur.

#### Restauration
À la première Restauration, Grégoire veut que le Sénat déclare que la nation française choisit pour chef un membre de l'ancienne dynastie, et qu'elle se réserve de présenter une constitution libérale à l'acceptation et au serment du roi élu par lui. Sa proposition fut rejetée et son auteur n'est alors pas compris dans la liste des nouveaux pairs.
L'ordonnance d'épuration de l'Institut de France qui frappe Carnot, Monge et quelques autres, ne peut pas épargner Grégoire.

#### Élections de 1819
Il est retiré à Auteuil[Où ?], lorsqu'à l’occasion des élections partielles du 11 septembre 1819, qui constituent une victoire pour les libéraux (35 sièges remportés sur 55 à pourvoir), Henri Grégoire est élu député de l’Isère. Sa candidature a été soutenue par le journal Le Censeur, et par le comité directeur du parti libéral. Il doit son élection au report des voix ultraroyalistes, contre Rogniat, le candidat soutenu par le ministère. Par cette manœuvre, les ultras montrèrent à la fois leur opposition au gouvernement, et leur rejet de la loi électorale.
Chateaubriand écrit dans Le Conservateur : « Le mal est dans la loi qui couronne, non le candidat régicide, mais l’opinion de ce candidat, dans la loi qui peut créer ou trouver cinq cent douze électeurs décidés à envoyer à Louis XVIII le juge de Louis XVI ». À l'autre bord, c'est bien « l'ancien juge de Louis XVI » déterminé dans les grandes occasions à verser le sang, que Stendhal vient soutenir à Grenoble quand il le qualifie de « plus honnête homme de France ». Car dans sa correspondance avec Adolphe Mareste, le 21 décembre 1819 il écrit : « Le bon entre amis c'est d'être francs ; comme cela on se donne le plaisir de l'originalité. Donc à l'âge près, je voudrais être Grégoire. Je ne trouve rien de plus utile qu'un twenty one j(anvier).(sic) Sans cela on n'aurait peut-être (sic) la const(itut)ion. Mon seul défaut est de ne pas aimer the Blood. »,,
Cette élection crée un choc, d’autant plus que Grégoire conserve une réputation, méritée ou non, de régicide. Françoise Hidelsheiemer repose la question : « Il (Grégoire en octobre 1820) affirme enfin et surtout que dans la lettre écrite aux Archives il aurait exigé la radiation des mots "à mort", affirmation dont on a vu qu'elle posait un réel problème" » mais dont Eugène Welvert et Jean-Daniel Piquet assurent reposer sur ses dires et écrits postrévolutionaires invérifiables, en totale contradiction avec ses dires et écrits publics de l'époque 
révolutionnaire.
L'élection de Grégoire  provoque un retournement d’alliance au gouvernement, obligeant le centre alors aux affaires à s’allier à la droite. L’historien Benoît Yvert écrit : « L’élection de Grégoire annonce par conséquent la fin de la Restauration libérale ». Ouverte le 29 novembre, la nouvelle session parlementaire s’enlise dès le 6 décembre dans un débat sur la manière d’exclure Grégoire de l’assemblée. Les libéraux, qui l’ont soutenu, essayent d’obtenir de lui sa démission, qu’il leur refuse. Une commission formée pour l’occasion découvr un vice de forme, mais on renonce à l’employer car il s’appliquerait de même à un grand nombre de députés. Finalement, le député Ravez propose de statuer sur l’exclusion en renonçant à lui donner un sens acceptable par tous les partis : elle est votée à l’unanimité moins une voix, celle du député du Nord Lambretchts,.

### Dernières années et mort

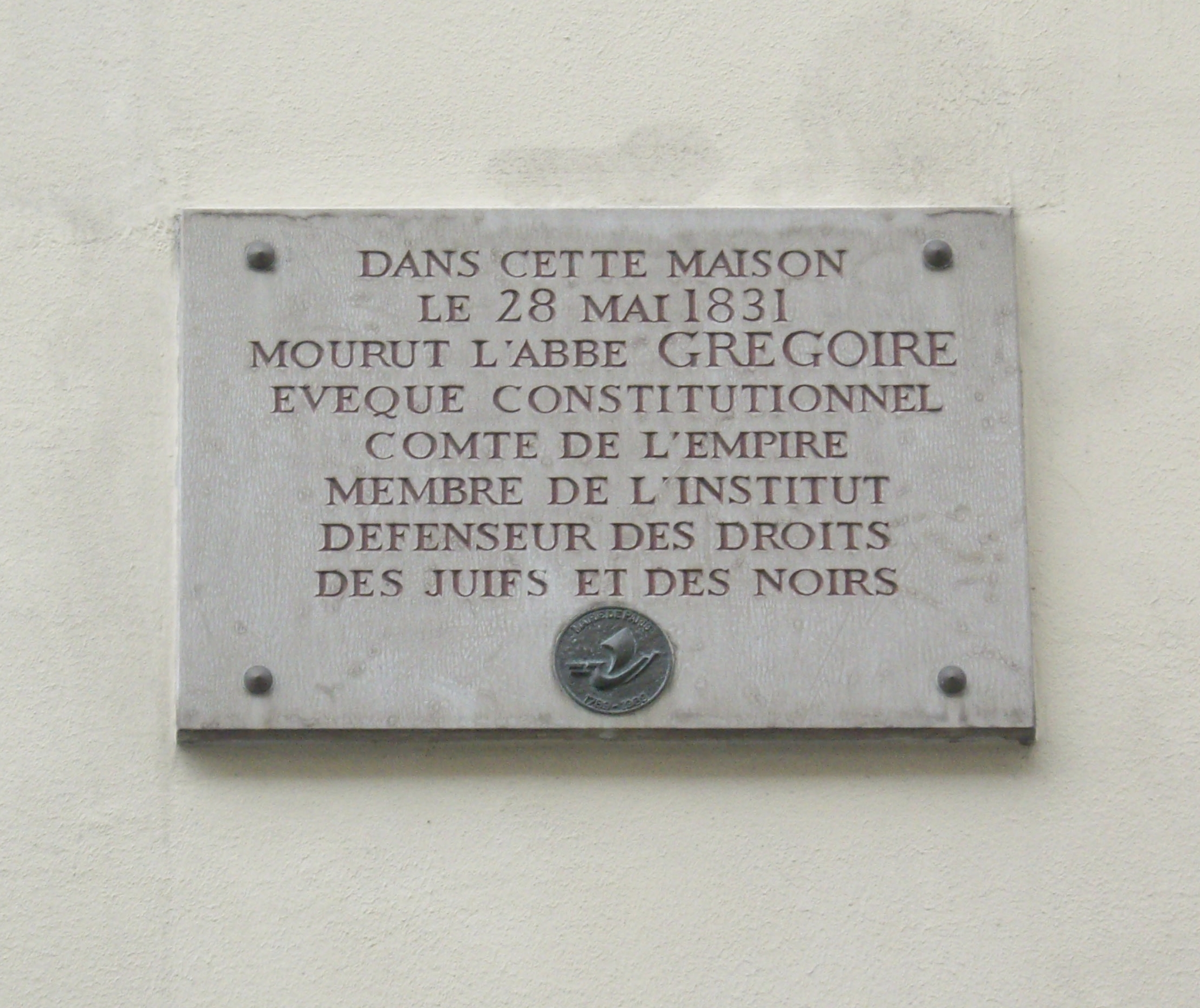
Plaque au no 44 rue du Cherche-Midi (Paris 6e)

Il vit dès lors dans la retraite mais, toute pension - même celle d'ancien sénateur - lui étant supprimée, il est contraint de vendre sa bibliothèque. Malade, vraisemblablement atteint d'un cancer généralisé, sentant la fin de sa vie proche, il demande les secours de la religion. L'archevêque de Paris – le très légitimiste Hyacinthe de Quélen – y met pour condition que Grégoire renonce au serment prêté à la Constitution civile du clergé. L'ex-évêque, fidèle à ses convictions, refuse tout net. L'archevêque lui refuse donc l’assistance d’un prêtre et toute messe funéraire.
Passant outre aux ordres de l’archevêché, l'abbé Guillon, confesseur de la reine, pourtant  son opposant à la constitution civile du clergé, lui délivre néanmoins les derniers sacrements par charité chrétienne, dont l’extrême-onction. Ces sacrements, bien qu'illicites en raison de l'interdit prononcé par la hiérarchie de l'Église, ont néanmoins été administrés et célébrés en violation du droit canonique. Ce fait vaut à Guillon l'évêché de Beauvais où il vient d'être nommé.
Âgé de 80 ans, l'abbé Grégoire meurt à Paris dans l'hôtel particulier de l'actuel 44 rue du Cherche-Midi, le 28 mai 1831.
Une messe de funérailles est célébrée le 31 mai dans l’église de l’Abbaye-aux-Bois au 16 rue de Sèvres, réquisitionnée par le roi Louis-Philippe, puisque l'église lui refusait des obsèques catholiques. Crémieux et Bissette prononcent l'éloge funèbre. L’étole de l’évêque de Blois et la cravate de commandant de la Légion d’honneur sont posées sur le cercueil qui est mis sur un catafalque, dont des jeunes gens détachent les quatre chevaux pour le tirer eux-mêmes. Le corps de l’évêque humaniste et gallican est ainsi conduit au cimetière du Montparnasse accompagné par vingt à vingt-cinq mille personnes, pour l'essentiel des ouvriers et des étudiants qui en font une grande manifestation politique,, mais aussi par des notables en particulier par quelques irréductibles de la Convention, tel La Fayette. Au cimetière, plusieurs discours sont prononcés, dont celui, violent, de Thibaudeau où il « jure de consacrer sa vie au culte de la patrie et de la liberté, ». Selon le vœu de Grégoire, sur la croix de sa tombe, sont gravés ces mots : « Mon Dieu, faites-moi miséricorde et pardonnez à mes ennemis ».

Cette croix et la grille qui entoure la pierre tombale sont transportées en 1990 (après le transfert de la dépouille au Panthéon) à la commune d'Emberménil qui l'érige au pied de l'arbre de la liberté, à gauche de l'église et à quelques mètres du mémorial de l'abbé Grégoire.

## Œuvre et action
Un des traits majeurs de l’œuvre de Grégoire durant toute sa vie publique est son combat constant, opiniâtre, passionné, contre l'esclavage et contre le racisme et pour l'émancipation des juifs. Sa vision d'une église revenant à la simplicité évangélique, remettant en cause le fonctionnement hiérarchique de l'église venant du haut avec une coupure entre haut clergé proche de la noblesse, et bas clergé épousant les intérêts du tiers état, l'a poussé à adopter une position proche du richérisme, du jansénisme et du gallicanisme et à s'investir de toute son âme dans l'organisation de l'église constitutionnelle.

### Vis-à-vis des Noirs: anti-raciste et anti-esclavagiste
Grégoire multiplie les écrits favorables aux Noirs. Lui qui était fils unique se fait curieusement accuser en 1790 par des membres du club Massiac d'agir pour les métis parce qu'il serait le beau-frère d'une femme de couleur. Cette erreur s'explique peut-être par une confusion avec un collègue homonyme, également jureur, l'abbé Louis Chrysostome Grégoire, vicaire de Villers-Cotterêts, qu'avait connu dans son enfance Alexandre Dumas père. Henri Grégoire contribue au vote le 4 février 1794 de la première abolition de l'esclavage qui sera rétabli par Napoléon Bonaparte en 1802, puis ré-aboli partiellement par un décret d'abrogation de la traite des noirs lors des Cent-Jours le 29 mars 1815, puis totalement et définitivement par le décret du 27 avril 1848 de Victor Schœlcher.
En décembre 1789, en relation avec la publication de son premier mémoire sur la question des hommes de couleur, il adhère à la Société des amis des Noirs de Brissot de Warville qui milite pour l'égalité des droits des blancs et des hommes de couleur libres (des mulâtres propriétaires d'esclaves pour la plupart), l'abrogation immédiate de la traite des Noirs et la suppression progressive de l’esclavage dans les Antilles. Persuadé de la nécessité d’instruire les enfants issus des colonies françaises, il encourage le ministre de la Marine et des Colonies, Laurent Truguet à ouvrir, en juin 1796, l’Institution nationale des colonies, destinée à former les futurs dirigeants de la République dans les colonies antillaises.
Il demande aussi que les propos et actes de discriminations racistes à l'encontre des métis soient sanctionnés pénalement : « Défense de reprocher aux sang-mêlés leur origine sous peine d'être poursuivi pour injures graves. » L'abbé Grégoire se fait ainsi l'apôtre avec près de deux siècles d'avance de la loi Pleven du 1er juillet 1972, sanctionnant l'incitation à la haine raciale. La publication de deux autres mémoires s'ensuit en octobre 1790 et juin 1791: le racisme et l'antisémitisme ne doivent donc pas être considérés comme des opinions mais comme des délits punis par la loi. Il prononce également un discours longtemps inédit au club des Jacobins le 16 septembre 1791, contre la prochaine révocation par le comité des colonies de l'assemblée constituante — dominé par Barnave — des droits des mulâtres apparemment acquis le 15 mai 1791. Mais comme il le craint, ces droits sont abrogés par l'assemblée constituante le 24 septembre 1791. Ils ne seront rétablis que par l'assemblée législative en mars 1792. On ne connaît à ce jour aucun commentaire de sa part sur cette nouvelle loi.

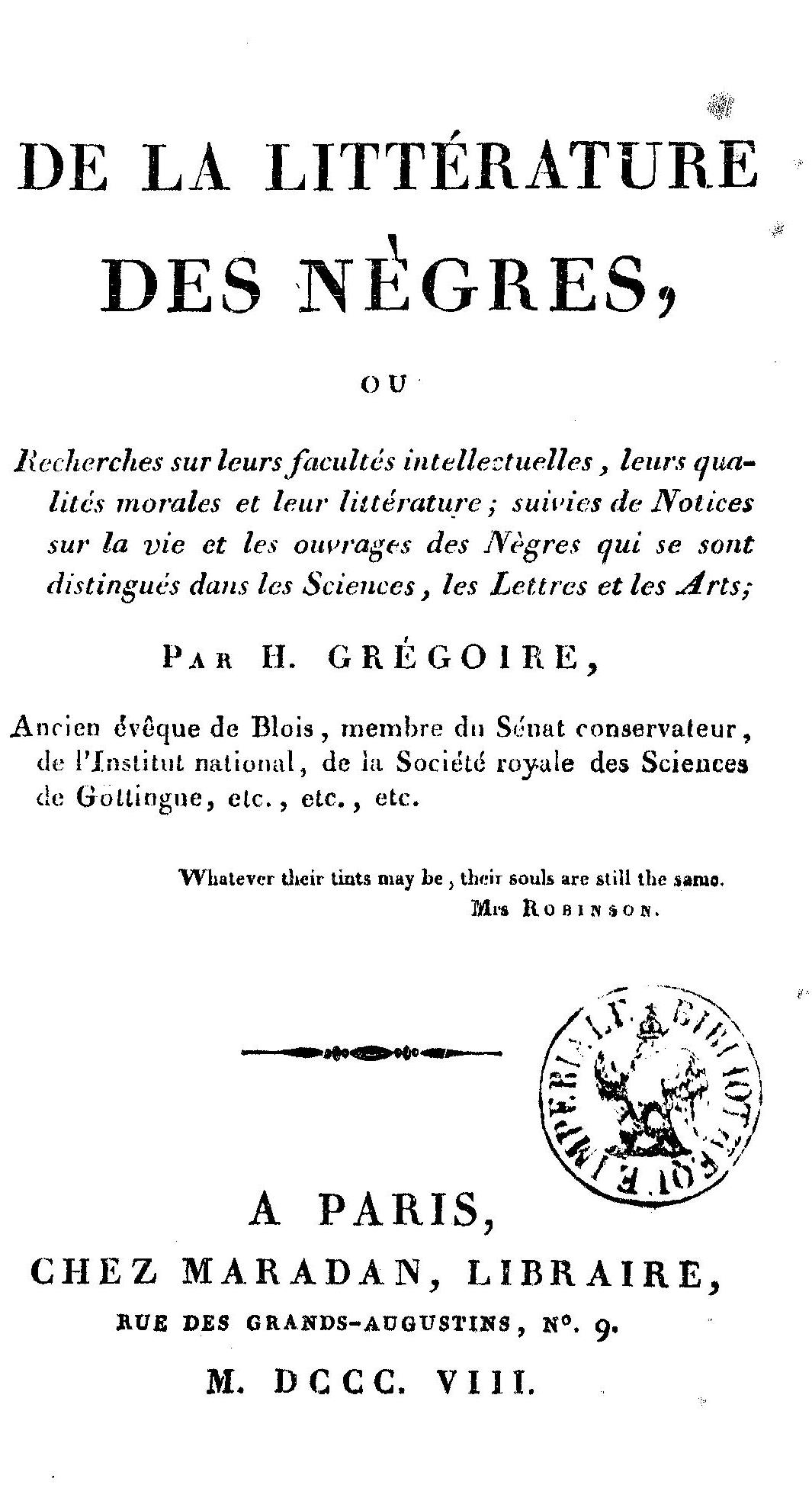
Frontispice de De la littérature des nègres (1808), où est mise en lumière la littérature des intellectuels des Amériques d'origine africaine.

Le 4 juin 1793 à la Convention, il soutient une délégation de sans-culottes, dirigée par Pierre Gaspard Chaumette, qui accompagne une vieille femme de couleur dans le but de faire abolir l'esclavage. Son intervention est appuyée par des Montagnards tels que Robespierre et Jeanbon Saint-André. À nouveau soutenu par Jeanbon Saint-André (sous la présidence de Danton), il demande et obtient le 27 juillet 1793 (jour où Robespierre entre au comité de salut public) l'abrogation des primes accordées par la monarchie aux armateurs trafiquants d'esclaves depuis 1784.
À l'opposé de ce qu'il écrit en 1807 dans ses Mémoires quand il affirma avoir jugé — en tant qu'ancien membre de la Société des Amis des Noirs — comme une catastrophe ce décret d'abolition immédiate, les 4 et 5 février 1794 il participe aux débats sur sa promulgation, en se faisant le porte-voix à la Convention avec René Levasseur, Georges Danton et Jean-François Delacroix de ses partisans les plus radicaux ; au côté également de certains déchristianisateurs de base, comme le journal, Le Sans-Culotte Observateur, qui l'avait attaqué en novembre 1793. Il saisit l'occasion de la préparation de son rapport sur l'anéantissement des patois pour demander le 16 prairial an II-4 juin 1794 l'instruction des anciens esclaves et leur maîtrise parfaite de la langue française :
« Les nègres de nos colonies dont vous avez fait des hommes, ont une espèce d'idiome pauvre comme celui des Hottentots, comme la langue franque qui dans tous les verbes ne connaît guère que l'infinitif. »
Sous le Directoire, le 7 germinal an IV (27 mars 1796) 26 mars 1796 il salue le décret du 16 pluviôse an II (4 février 1794) comme une victoire de la Raison : « Le doute méthodique en déblayant les idées reçues a émoussé le glaive de l'intolérance, éteint les bûchers de l'inquisition et affranchi les nègres ».
La restauration de l'esclavage par Napoléon Bonaparte en 1802 ne l'empêche pas de continuer à militer pour son abolition, comme en témoignent les nombreux ouvrages qu'il consacre à ce sujet. Ainsi, en 1808, l’abbé Grégoire publie l’un de ses textes les plus importants, De la littérature des nègres, manifeste contre le rétablissement de l’esclavage et de la traite négrière, mais aussi gage de la fidélité aux combats abolitionnistes menés au sein des Sociétés des Amis des Noirs. Le fondement philosophique de la position de Grégoire est l’unité du genre humain, qui lui permet de concilier la proclamation révolutionnaire des droits de l’homme et le message évangélique. L’ouvrage reçoit un accueil discret, mais provoque des réactions indignées du parti colonial qui le présente comme un manifeste du nigrophilisme, un néologisme alors très péjoratif. Le livre est dédié « à tous les hommes courageux qui ont plaidé la cause des malheureux noirs et sang-mêlé, soit par leurs ouvrages, soit par leurs discours dans les assemblées politiques, pour l’abolition de la traite, le soulagement et la liberté des esclaves». L'ouvrage connaît un large succès d’estime à l’étranger. Il est traduit d’abord en allemand, puis en anglais.
Puis il lance un appel au congrès de Vienne (1815) : De la traite et de l’esclavage des Noirs. À l'approche de la mesure, il édite une apologie de Las Casas abordant indirectement le problème : blanchir l'évêque du Chiapas de l'accusation d'avoir défendu les droits des Indiens en plaidant la mise en esclavage des Noirs. Sous la Restauration, cette notice fait débat chez ses co-religionnaires anti-esclavagistes.
Dans un virulent pamphlet publié en 1822 sous le titre Des peines infamantes à infliger aux négriers, il lance sa fameuse apostrophe : « J’appelle négrier, non seulement le capitaine du navire qui vole, achète, enchaîne, encaque et vend des Noirs, ou sang-mêlés, qui même les jette à la mer pour faire disparaître le corps du délit, mais encore tout individu qui, par une coopération directe ou indirecte, est complice de ces crimes. Ainsi, la dénomination de négriers comprend les armateurs, affréteurs, actionnaires, commanditaires, assureurs, colons-planteurs, gérants, capitaines, contre-maîtres, et jusqu’au dernier des matelots, participant à ce trafic honteux. » Il faut cependant relever que contrairement à ce qu'il peut penser en 1793 et écrire dans ses Mémoires en 1808 et à ce que la plupart des historiens écrivent, le décret du 27 juillet 1793 relatif à la suppression des primes négrières, relève seulement d'une confirmation d'un premier décret promulgué l'année précédente. C'est alors l'aboutissement des combats du député-journaliste Condorcet, du maire de Paris, Jérôme Pétion, tout à la fois jacobins, brissotins et anciens membres de la Société des Amis des Noirs. Ce décret est voté le 11 août 1792 par l'assemblée législative sans la participation de l'abbé Grégoire, qui ne peut pas y être élu puisque les membres de la Constituante ne peuvent pas être élus à l'assemblée législative,.

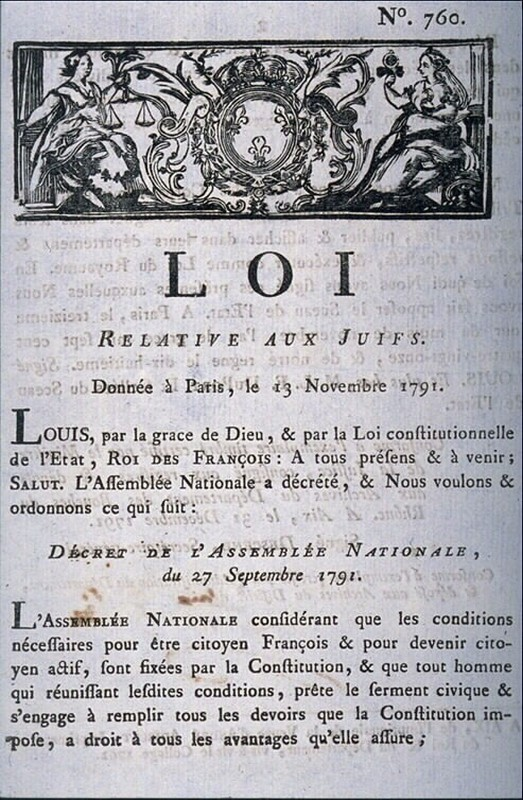
Décret royal proclamant
l'émancipation des Juifs en France
27 septembre 1791

### Vis-à-vis des juifs: émancipateur
Il plaide vigoureusement la cause des juifs. Il est un des principaux artisans de leur émancipation, c'est-à-dire la reconnaissance de leurs droits civiques et politiques comme ceux de tout autre citoyen (décret du 27 septembre 1791).

L'intérêt de Grégoire pour la cause des juifs est déjà très ancien au moment de la Révolution. Il trouve vraisemblablement son origine dans sa participation aux sociétés philanthropiques d’inspiration piétiste que fréquentent aussi des juifs, mais aussi dans le fait de l'importance de la communauté juive en Lorraine, et notamment dans le Saulnois où il a débuté son ministère comme vicaire. En effet alors que les juifs sont bannis de France depuis 1394, leurs communautés sont tolérées en Lorraine, terre d'Empire, à condition de vivre dans des ghettos et encore y subissent-ils bien des vexations, interdictions en tous genres, impôts « exorbitants », taxes spécifiques aux juifs (en particulier taxe Brancas) et persécutions diverses.

Ont déjà été évoquées (voir le paragraphe sur la vie intellectuelle et la philanthropie), alors qu'il est encore curé d'Emberménil, l'appartenance de Grégoire à la société des philanthropes de Strasbourg ouverte à toutes les confessions et sa participation en 1778, au concours qu'elle a proposé sur le thème de l'amélioration du sort des juifs. Le mémoire qu'il a alors rédigé lui sert de base, presque  dix ans plus tard, pour s'inscrire au concours organisé par l'Académie royale de Metz en 1787 pour lequel il faut répondre à la question suivante : « Est-il un moyen de rendre les juifs plus utiles et plus heureux en France ? ». Le jury exceptionnellement ne donne pas de verdict et demande aux candidats de retravailler leur sujet pour l'année suivante afin de mieux expliciter les mesures pratiques à mettre en œuvre. C'est donc une seconde fois que Grégoire reprend son mémoire en le remaniant à nouveau. C'est son  « Essai sur la régénération physique, morale et politique des juifs» de 1788. Il partage le prix avec deux autres candidats, un juif d'origine polonaise, Zalkind Hourwitz, et l'avocat nancéien protestant Claude-Antoine Thiéry.

Dans cet essai, Grégoire affirme qu'il tient une partie de sa documentation de ses relations dans le milieu des érudits juifs, et notamment de Berr Isaac Berr et Simon de Gueldres, deux rabbins qui le conseillent et lui font connaître la presse juive éclairée de Berlin. Il argumente l'absurdité d'une discrimination fondée sur des préjugés, il fustige l'attitude des gouvernements européens qu'il accuse de cruauté et d'injustice envers les israélites. Il considère que la discrimination qui frappe les juifs est contraire à l'utilité sociale. Il plaide également pour une « tolérance » religieuse, qui se comprend non comme un relativisme religieux, mais comme une humanité dans les rapports avec les juifs, à l'image du message du Christ dans les Évangiles. Si pour lui le peuple juif est un « peuple témoin » dont la dispersion a été un événement décisif de l'histoire humaine, conformément à la doctrine augustinienne, son but est la conversion des juifs. L'essai est un succès et il est traduit dès l'année suivante en Angleterre.
Dans le même esprit, il a déjà prononcé un sermon dans l'église Saint-Jacques de Lunéville en 1785, à l'occasion de l'inauguration de la synagogue de la ville. Il y a développé le thème de la conversion des juifs dans une vision figuriste qui tendait à le rapprocher dès cette époque du mode de pensée janséniste. Le texte de ce sermon a été perdu, mais Grégoire en parle dans plusieurs courriers et dans son Histoire des sectes religieuses en 1810.
En 1789, dans une logique continuité, il s'inscrit contre l'antisémitisme dans une « motion en faveur des juifs », comme il l'avait fait juste avant pour les Noirs, afin que la loi punisse le fait de reprocher aux juifs leur identité sous peine d'être poursuivi pour injures graves. C'est en grande partie par la force de ses convictions et de son argumentaire, réunie à celle d'autres conventionnels tels Mirabeau, Robespierre, Barnave et le comte de Clermont-Tonnerre qu'enfin en 1791 les juifs obtiennent leur émancipation et deviennent, en France, des citoyens à part entière après que, le 27 septembre, Duport déclare en tribune : « Je crois que la liberté de culte ne permet aucune distinction dans les droits politiques des citoyens en raison de leur croyance. La question de l'existence politique [des juifs] a été ajournée. Cependant, les Turcs, les musulmans, les hommes de toutes les sectes, sont admis à jouir en France des droits politiques. Je demande que l’ajournement soit révoqué et qu'en conséquence il soit décrété que les juifs jouiront en France des droits de citoyen actif. » Cette proposition est acceptée par l'assemblée qui adopte la loi le lendemain, 28 septembre 1791. Le 13 novembre, Louis XVI la ratifie, déclarant les juifs citoyens français.

### L'organisation de l'Église constitutionnelle et gallicane
Grégoire participe aux travaux de la commission qui aboutit au décret du 12 juillet 1790 formant la Constitution civile du clergé. Il est le premier à prêter serment, devenant ainsi un prêtre jureur ou assermenté. Il est élu évêque constitutionnel à la fois par deux des départements nouvellement créés : la Sarthe et le Loir-et-Cher (1791). Il opte pour ce dernier et est consacré évêque, le 14 mars 1791, par Talleyrand, Gobel et Miroudot.
Il reste toute sa vie fidèle à son serment, se refusant même à le renier sur son lit de mort en mai 1831. Jusqu'à la fin de ses jours également, il œuvre à l'organisation d'une église constitutionnelle gallicane. Selon l'analyse de Françoise Hildesheimer, Grégoire vit l'utopie d'un double universalisme : celui du catholicisme et celui de la République égalitaire qu'il pensait compatibles.
Pendant la période de l’Assemblée législative, dont il ne pouvait faire partie puisque les membres de l'Assemblée constituante avaient été déclarés inéligibles, il donne tous ses soins à son diocèse de Blois. Il administre ce diocèse pendant dix ans avec un zèle exemplaire, parcourant inlassablement son diocèse.
Fin 1794, il constitue avec Royer, Desbois et Saurine le groupe des « Évêques réunis à Paris » qui se donne pour mission de régénérer l’Église de France gravement affaiblie par la campagne de déchristianisation et les démissions d’évêques et de prêtres. En 1795, il crée avec les évêques constitutionnels Saurine et Debertier, ainsi qu'avec des laïcs, la Société libre de philosophie chrétienne, qui a pour but de reprendre les études théologiques arrêtées du fait de la Révolution, de lutter contre la déchristianisation et contre la théophilanthropie et le culte de la Raison et de l'Être suprême. L'organe de cette société est un journal gallican et virulent, les Annales de la religion, qui cesse de paraitre de façon inexpliquée en 1803, sans doute à cause de son opposition frontale au Concordat de 1801 signé entre Napoléon Bonaparte et le pape Pie VII.[réf. nécessaire].
Sous le Directoire, il s'efforce de réorganiser l'Église constitutionnelle. Il organise avec les évêques constitutionnels deux conciles nationaux, en 1797 et 1801, pour tenter de mettre sur pied une véritable Église gallicane[réf. nécessaire].
Il tente de s'opposer à la signature du Concordat de 1801. Contraint à la démission, avec les autres évêques constitutionnels, l'homme à la « tête de fer », comme le définissait l'historien Jules Michelet, fait toujours suivre son nom de la mention « évêque constitutionnel de Blois »[réf. nécessaire].
En 1799, il publie un Projet de réunion de l'Église russe à l'Église latine. Il œuvre aussi à la réhabilitation de Port-Royal des Champs en publiant, en 1801 puis en 1809, Les Ruines de Port Royal des Champs, qui mettent en valeur les vertus des religieuses jansénistes et des Solitaires. Cet écrit contribue à la naissance du mythe de Port-Royal comme foyer intellectuel et comme foyer de résistance à l'absolutisme[non neutre].

## Publications
- Henri Grégoire, Essai sur la régénération physique, morale et politique des juifs : Ouvrage couronné par la Société royale des sciences et des arts de Metz, le 23 août 1788 (français), Metz, Devilly, 1789, 284 p. (BNF 30538362, lire sur Wikisource, lire en ligne). et Henri Grégoire, « Observations nouvelles sur les juifs, et spécialement sur ceux d'Amsterdam et de Francfort », Revue philosophique, littéraire et politique, Paris, nos 15-16,‎ 1807, p. 321-329 ; 385-394 (ISSN 1967-4279 et 2540-5039, BNF 36347773, lire en ligne).
- Rapport et projet de décret sur les moyens d’améliorer l’agriculture en France, par l’établissement d’une maison d’économie rurale dans chaque département, présentés à la séance du 13 du 1er mois de l'an IIe de la république française, (4 octobre 1793) au nom des comités d'aliénation et d'instruction publique, par le citoyen Grégoire. Imprimés par ordre de la Convention nationale, Paris, Impr. nationale, 1793, in-8°, 30 p.
- Henri Grégoire, De la littérature des Nègres, ou, recherches sur leurs facultés intellectueles, leurs qualités morales et leur littérature : suivies des notices sur la vie et les ouvrages des Nègres qui se sont distingués dans les sciences, les lettres et les arts, Paris, Claude François Maradan, 1808, 288 p. (BNF 30538410, lire sur Wikisource, lire en ligne).
- Henri Grégoire, De la traite et de l’esclavage des Noirs et des Blancs par un ami des hommes de toutes les couleurs : par un ami des hommes de toutes les couleurs, Adrien Égron, 1815, 84 p. (BNF 30538447, lire sur Wikisource, lire en ligne).
- Rapport sur la nécessité et les moyens d'anéantir les patois et d'universaliser l'usage de la langue française, séance du 16 prairial de l'an deuxième (4 juin 1794).
- Rapport sur l'établissement d'un Conservatoire des Arts et Métiers, séance du 8 vendémiaire de l'an III (29 septembre 1794), Paris, Imprimerie nationale 1794, [Lire en ligne lire en ligne].
- Mémoire en faveur des gens de couleur ou sang-mêlés de Saint-Domingue & des autres iles françaises de l'Amérique, adressé à l'Assemblée nationale paris, Belin, décembre 1789.
- Lettre aux philanthropes sur les droits, les réclamations des gens de couleur de Saint-Domingue et des autres iles françaises de l'Amérique, octobre 1790, [lire en ligne].
- Henri Grégoire, Lettre aux citoyens de couleur et nègres libres de Saint-Domingue et des autres isles françoises de l'Amérique, Paris, Imprimerie du Patriote français, 8 juin 1791, 15 p. (BNF 30538390, lire sur Wikisource, lire en ligne).
- 1800 - Henri Grégoire, Apologie de Barthélemy de Las Casas, évêque de Chiappa, par le citoyen Grégoire, lu à l'Institut national le 22 floréal an VIII (lundi 12 mai 1800), Paris, Institut de France et François-Jean Baudouin, 1800 (OCLC 83534745, lire en ligne).
- Histoire des sectes, 1810, deux volumes
- Histoire des sectes religieuses, 1828-1829, cinq volumes chez Baudoin Frères, Paris.
- Recherches historiques sur les congrégations hospitalières des frères pontifes ou constructeurs de ponts, Éd. Baudoin frères libraires, Paris, 1818, [lire en ligne].
- Opinion du citoyen Grégoire…, concernant le jugement de Louis XVI, séance du 15 novembre 1792, l'an premier de la République française. Paris, imprimerie nationale, 1792.
- Adresse aux citoyens des campagnes du département du Mont-Blanc par le citoyen Grégoire, député à la Convention nationale, janvier 1793.
- Convention Nationale : Rapport présenté à la Convention nationale au nom des commissaires envoyés par elle pour organiser les départements du Mont-Blanc et des Alpes-Maritimes, par Grégoire représentant nommé par le département de Loir-et-Cher, Paris, 1793.
- Convention Nationale. Système de dénominations topographiques pour les places, rues, quais, etc. de toutes les communes de la République, 7 pluviôse an II-26 janvier 1794.
- Essai historique et patriotique sur les arbres de la liberté, 12 germinal an II-1er avril 1794.
- Adresse aux Français, présentée par Grégoire à la Convention, 16 prairial an II-4 juin 1794.
- Convention nationale. Instruction publique. Rapport sur les destructions opérées par le Vandalisme, et sur les moyens de le réprimer, séance du 14 fructidor l'an second (31 août 1794).
- 'Des peines infamantes à infliger aux négriers, Paris, Baudouin frères, 1822, 48 p. (lire en ligne sur Gallica)
- Du préjugé des blancs contre la couleur des Africains et celle de leurs descendants noirs et sang-mêlé (1826).
- Mémoires de Grégoire, éd. Jean-Michel Leniaud, Paris, Éditions de Santé, 1989 (écrit en 1807 et 1808 et édité une première fois en 1837 avec une notice d'Hippolyte Carnot).

Recueils ou textes commentés de ses œuvres
- Henri Grégoire (préf. Albert Soboul), Œuvres, Nendeln, Liechtenstein, KTO press, 1977, 14 volumes, 22 cm (ISBN 3-262-00007-8 et 978-3-262-00007-0, OCLC 782166886, BNF 35079179)vol.  1 : Grégoire député à l'Assemblée constituante ; vol.  2 : Grégoire député à la Convention nationale ; vol.  3 : Grégoire conventionnel en mission ; vol.  4 : Grégoire, évêque constitutionnel ; vol.  5 : Grégoire au Conseil des Cinq-Cents, le Consulat, l'Empire ; vol.  6-8 : Grégoire et l'abolition de l'esclavage ; vol.  9 : Grégoire et l'émancipation des juifs ; vol.  10-11 : Grégoire et l'Église gallicane ; vol.  12-13 : Grégoire historien ; vol.  14 : Grégoire et la Restauration ; la mort de Grégoire
- Henri Grégoire, De la littérature des nègres (1808), avec une introduction de Jean Lessay, L'abbé Grégoire, défenseur des peuples de couleur, Paris, Perrin, 1991, lxxvii p.
- Rita Hermon-Belot (dir), L'abbé Grégoire, Écrits sur les Noirs, 2 vol, Paris L'Harmattan, 2009,
  - tome 1, 1789-1808.
  - tome 2, 1815-1827.
- Bernard Plongeron (dir), L'abbé Grégoire et la république des savants, Paris, Editions du CTHS, 2001
- Aimé Césaire, présentation de Grégoire, Henri Baptiste (dit Abbé), 1815. De la traite et de l'esclavage des noirs, Paris, rééd. Arléa, mai 2007
- « Un discours inédit de l’abbé Grégoire sur le décret du 15 mai 1791 : Discours de M. Grégoire sur la révocation du décret relatif aux gens de couleur », Annales historiques de la Révolution française, no 363, janvier/mars 2011, p. 175-183. Texte reproduit et commenté par Jean-Daniel Piquet.

## Honneurs, hommages et postérité
L’importance du rôle de l’abbé Grégoire à la Révolution française est telle qu’elle marque fortement les esprits, de son vivant même, mais aussi bien au-delà. Des honneurs et hommages nombreux et de toutes sortes lui sont rendus depuis plus de deux siècles. Sa postérité est considérable.

### Distinctions
- En juillet 1804 il reçoit la légion d’honneur au grade de commandant[176],[177] :
  - Légionnaire (9 vendémiaire an XII : 2 octobre 1803), puis,
  - Commandant de la Légion d'honneur (25 prairial an XII : 14 juin 1804)[178].

Mais le 19 novembre 1822, il annonce son abdication volontaire et motivée au titre de commandant dans la Légion d'Honneur.
- Il accepte, malgré son opposition à Napoléon et à l’instauration d‘une noblesse d’Empire, le titre de Comte d’Empire (lettres patentes de mai 1808, Bayonne[180]),[181],[182].

- En 1814, Grégoire est nommé, parmi vingt-huit personnes « distinguées pour leur savoir », membre honoraire de l'université de Kazan (Russie). Mais cette nomination est annulée en 1821, le conseil de l'université jugeant qu'il est « contraire non seulement à la justice mais à la simple décence d'avoir en son sein un homme qui s'est rendu coupable d'un crime odieux » à savoir la mort de Louis XVI[183].

### Des portraits en peinture
- Le tableau Le Serment du Jeu de paume de Jacques-Louis David, huile sur toile inachevé faute de financement et parce que les temps avaient rapidement changé, probablement abandonné fin 1792, de grandes dimensions (304 × 654 cm) est conservé au musée du château de Versailles dans l’attique Chimay dans l’aile du Midi du château. « L’ébauche [est] mythique. Toile préparée en gris clair, mise au carreau au crayon blanc. Les figures sont nues, dessinées au crayon blanc, puis peintes en gris et redessinées en blanc. Quatre têtes et trois mains sont peintes, merveilleux fantômes colorés surgis du brouillard de l’Histoire dont ils ont triomphé. »[184]. Ce tableau, qui veut immortaliser l’événement historique du 20 juin 1789 est rempli de symboles, dont l’un des plus puissants est la tolérance religieuse avec l’allégorie de la réconciliation des religieux : on y voit presque au centre du tableau au premier plan, l’abbé Grégoire au centre d’un trio formé par, à gauche, le religieux dom Gerle et à droite le pasteur protestant Jean-Paul Rabaut Saint-Étienne, devant Bailly, président du Tiers état monté sur une table. Ce tableau est précédé de plusieurs études :
  - Une huile sur toile de dimensions modestes (65 × 88,7 cm). Le Serment du jeu de paume réalisée en 1790, qui se trouve au Musée Carnavalet, donne clairement à voir ce que le peintre veut réaliser[185]
  - Une étude à la plume et encre brune et noire, lavis brun et rehauts de blanc sur traits de crayon vers 1791-92 de 66 × 101,2 cm, qui se trouve au Musée national du château de Versailles[186]
  - Un portrait inachevé de Grégoire, huile sur toile, de 56 × 47 cm, vers 1791-92, qui se trouve au Musée des Beaux-Arts et d'Archéologie de Besançon[187],[188]
  - La réinterprétation, dans le format prévu à l'origine de 7 × 10 m environ, que le peintre Luc-Olivier Merson fait de ce tableau sur commande de l’État (par Jules Ferry, alors ministre de l’Instruction publique et des Beaux-Arts) en 1883 pour la restauration de la salle du Jeu de paume, en partant de l'étude au lavis de  David et de la gravure de Jean-Pierre-Marie Jazet[189] représente toujours le trio religieux, dont Grégoire[190]
- Un portait assis de Pierre Joseph Célestin François où l’on voit Grégoire sur un fauteuil devant un bureau, la plume à la main avec des livres en arrière-plan, huile sur toile de 1800, de 130,5 × 98 cm, qui se trouve au  palais des ducs de Lorraine à Nancy[191]
- Un portrait en pied, en tenue d’évêque constitutionnel, huile sur toile, peint par Jean-Baptiste Mauzaisse en 1820 de 110 × 73 cm qui se trouve au musée Carnavalet[192].

### Des portraits en dessins, estampes, gravures, lithographie…
- Une gravure vers 1789-1791, de Jean-Michel Moreau et Wilbrode-Magloire-Nicolas Courbe[193], conservée à la Bibliothèque nationale dans un ouvrage intitulé « Collection complette, des portraits de MM.s les députés à l'Assemblée nationale de 1789. Tome 3 »[194]
- Une estampe vers 1790-92, d'auteur inconnu, conservée à la BNF intitulée « L’abbé Grégoire, Curé d’Emberménil et député de Nancy »[195] dans un ouvrage intitulé « Un siècle d'histoire de France par l'estampe, 1770-1870. Vol. 13 (pièces 2081-2219), Ancien Régime et Révolution »
- Une gravure de Jean-Baptiste Vérité[196], conservée au Musée Carnavalet représente un buste de trois-quarts, intitulé « Grégoire, évêque de Blois / Député du départ. de la Meurthe Ex-président de l’Assemblée nationale»[197]
- Une lithographie de 1838 représentant son buste de face, de Friedrich Krätzsohmer, intitulé « Grégoire ehemalige Bischoff von Blois » qui se trouve dans un ouvrage allemand paru en 1838[198],[199]
- Une lithographie d’Auguste Bry[200]
- Une gravure de 1889, de H. Rousseau (dessinateur), E. Thomas (graveur) paru dans l’ouvrage d'Augustin Challamel et Désiré Lacroix, Album du centenaire : Grands hommes et grands faits de la Révolution française (1789-1804), Paris, Furne, Jouvet & Cie, 1889[201].
- Un portrait [Lequel ?]de l'abbé Grégoire orne la station Arts et Métiers à Paris sur la ligne 11, celle carrossée de cuivre.

### Des bustes et une statue
- Un buste en plâtre de 1828, modèle original du sculpteur David d'Angers conservé au Musée des beaux-arts et galerie David d'Angers à Angers sera répliqué par son auteur en différentes matières :
  - en marbre de 1829, offert au  palais des ducs de Lorraine à Nancy où il est conservé ;
  - en plâtre, qui se trouve au musée de Saumur ;
  - en bronze, offert à la république d'Haïti[202] ;
- Un buste de 1882, en marbre blanc dû au sculpteur Émile-François Chatrousse orne la salle du Jeu de paume à Versailles parmi une grande série de bustes de personnalités ayant marqué la période de la Révolution française. Chatrousse représente Grégoire âgé d’une quarantaine d’années, alors qu’il vient d’être élu député de Nancy en vue de la réunion des États généraux à l’été 1789, premier acte de la Révolution française[203] ;
- Un tirage en plâtre de ce buste de la salle du Jeu de paume offert en 1885 par son auteur au Conservatoire national des arts et métiers de Paris y est toujours conservé[204] ;
- Un buste en marbre sur un haut socle de granit du sculpteur Alfred Jean-Baptiste Halou[205], père de Alfred Jean Halou, datant de 1886, réalisé d'après le marbre de David d'Angers daté de 1829 et conservé à Nancy, se trouve dans le jardin de l’hôtel-Dieu de Blois, quai de l’Abbé Grégoire[206] ;
- Un buste de bronze sur socle de marbre à Emberménil devant le musée, de la sculptrice Véronique Mariage et du fondeur Joel Huguenin de Vézelise, inauguré le 28 mai 2000, dans le cadre des célébrations de « Grégoire 2000 » ;
- Une statue à Lunéville. Deux statues sont érigées successivement à Lunéville. Une première statue résulte d’un concours organisé en 1883 à l’initiative de Jean-Baptiste Ravold[207], républicain convaincu et Raphaël Job, membre de la communauté israélite de Lunéville. Plusieurs des esquisses en plâtre présentées à ce concours sont visibles au musée d’Emberménil. Le sculpteur lorrain Charles-Élie Bailly remporte ce concours et, grâce à une souscription publique, la statue de bronze dressée sur la place des Carmes est inaugurée le 12 juillet 1885. Mais elle est démontée et fondue par les nazis en 1942. La statue actuelle, en pierre, est réalisée sur l’initiative de Sam Job, président de la communauté israélite de Lunéville et cousin de Raphaël Job. Cette œuvre du sculpteur Paul Niclausse est inaugurée le 16 juillet 1955 en présence de M. Monnerville, président du conseil et président de l’association des Amis de l’abbé Grégoire[208].

### Des plaques commémoratives et une stèle
- à Vého, dans le village, une plaque est apposée à l’endroit de sa maison natale aujourd’hui disparue[209] ;
- à Versailles, au 50 bis cours de la Reine où il habite en mai et juin 1789 au moment de la réunion des  États généraux[210] ;
- à Paris, au 44 rue du Cherche-Midi où il meurt le 28 mai 1831, une plaque est fixée au mur à hauteur du mascaron de la porte cochère à gauche de la première fenêtre qui est à gauche de cette porte[211] et un panneau Histoire de Paris, situé juste à droite de la porte cochère, rappelle le même événement ;
- à Montpellier, une plaque est dévoilée par le maire lors d’une cérémonie le 12 mai 2015 sur le parvis de l’hôtel de ville[212] ;
- à Emberménil une stèle aux Droits de l'Homme constitue la première étape de l'hommage rendu par la commune d'Emberménil à son ancien curé. Cette stèle est l’œuvre du peintre et sculpteur Patrick Hervelin[213]. Elle a été financée par une souscription ouverte par le journal L’Est républicain. Elle est inaugurée lors d’une grande cérémonie présidée par Laurent Fabius, président de l’Assemblée nationale le 24 septembre 1989 en présence de 2 000 personnes dont de nombreuses personnalités[214] ;
- au lieu-dit « Au bon jardin » sur le territoire de Vého sur la route reliant ce village à Emberménil, l'Abri du Pélerin construit en 1990 est une modeste construction faite d’un mur de moellons dans lequel est encastré un portrait de Grégoire de profil coulé dans le bronze. Ce mur est couvert d’une petite toiture de tuiles soutenue à l’avant par deux simples piliers de bois. Il rappelle au souvenir des promeneurs que l’abbé Grégoire habitant Vého est passé par là pour aller à l’école d’Emberménil[215],[216].

### Des associations
- La société des amis de l’abbé Grégoire créée en 1933 a son siège 292 rue Saint-Martin à Paris[217] ;
- L’Association Lorraine des Amis de l’Abbé Grégoire est créée en 1990. Son objet est de perpétuer le souvenir de l'abbé Grégoire, de faire connaître sa vie et ses œuvres, de contribuer à la promotion de ses idées, créer ou gérer tout service répondant à cet objet. Son siège est à Lunéville[218] ;
- L’Association des Amis de l’abbé Grégoire, créée le 21 mai 2002 a son siège à Paris, 38 rue de Turin[219] ;
- Le Cercle des amis de l'abbé Grégoire créé en 2016 a son siège à l’Hôtel de ville 9 place Saint-Louis à Blois[220] ;
- L’Association « Route des abolitions de l’esclavage et des Droits de l’Homme » créée en 2005 a son siège à Houtaud et donne toute leur place à Emberménil et l’abbé Grégoire[221].

### Une école doctorale
L’école doctorale no 546 basée au CNAM porte le nom de l’Abbé Grégoire.

### Une loge maçonnique
En sa mémoire, une des loges affiliées à la Grande Loge de France porte son nom.

### Un musée
À Emberménil, une quinzaine de kilomètres au nord-est de Lunéville et une quarantaine à l’est-sud-est de Nancy une « maison muséographique » lui est entièrement consacrée ; c’est le village où il va à l’école et celui où il devient curé en 1782. Il le reste jusqu’au 14 février 1791, date où il est élu évêque constitutionnel de Blois. Le musée se trouve tout près de l'église, sur la place de l'abbé Grégoire, près de la stèle des Droits de l'homme qui lui est dédiée et près de son cénotaphe installé là en 1990 après le transfert de ses cendres du cimetière du Montparnasse au Panthéon. Juste devant l'entrée du musée est érigé le buste sculpté par Véronique Mariage.

La maison muséographique de l'abbé Grégoire à Emberménil et ses abords
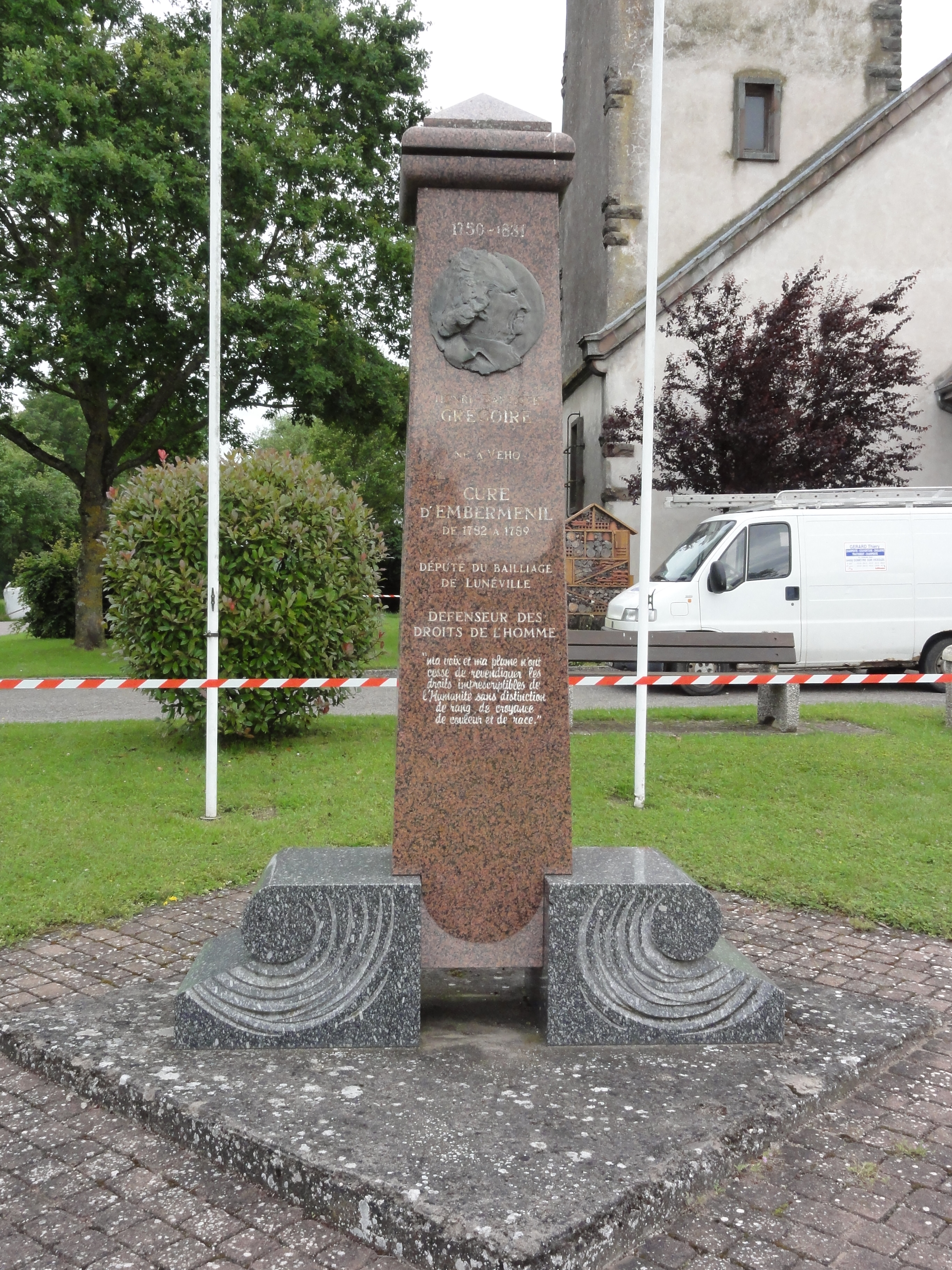
Stèle des Droits de l'homme - Mémorial de l'abbé Grégoire
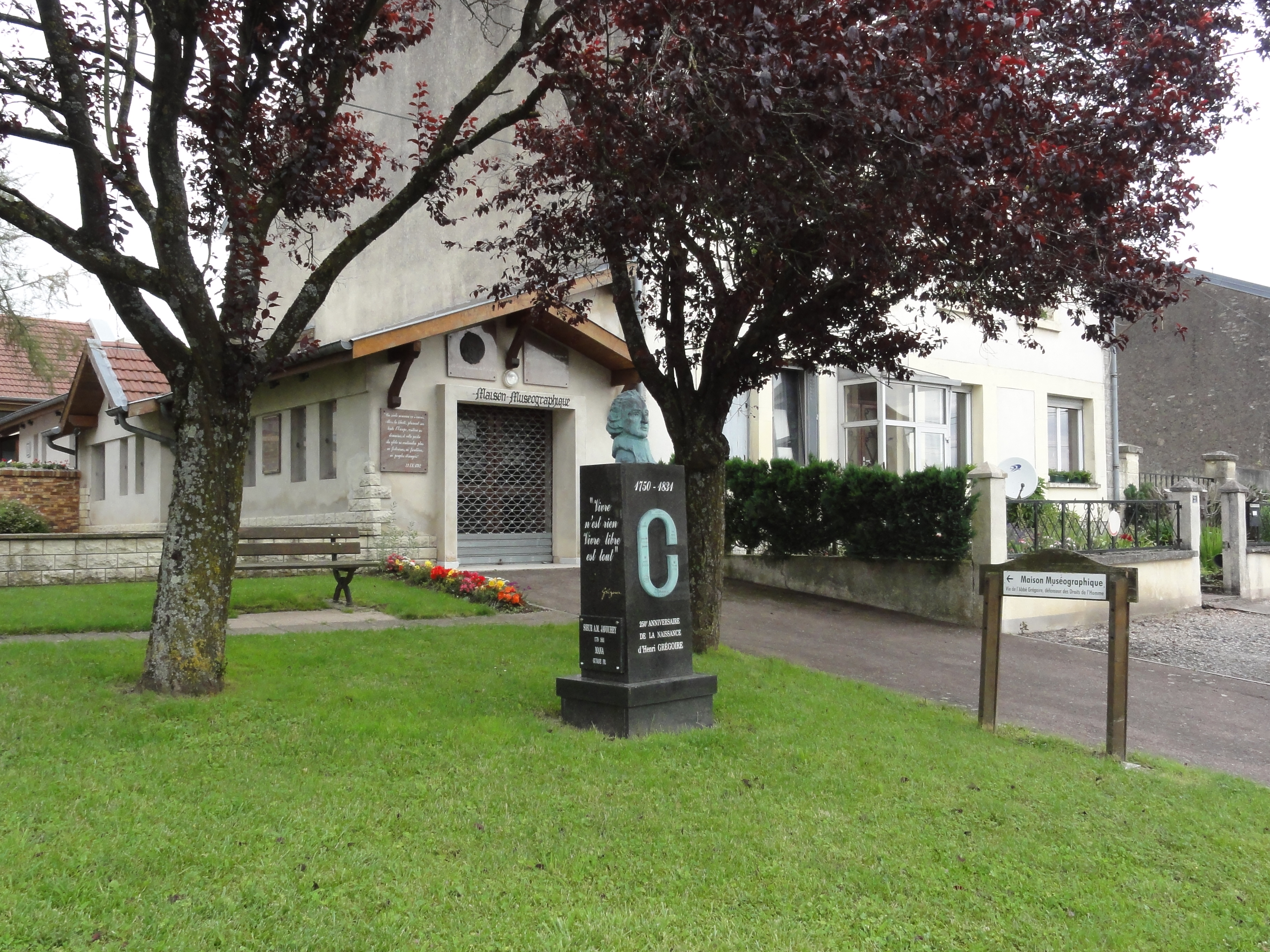
La maison muséographique et le buste sculpté par Véronique Mariage
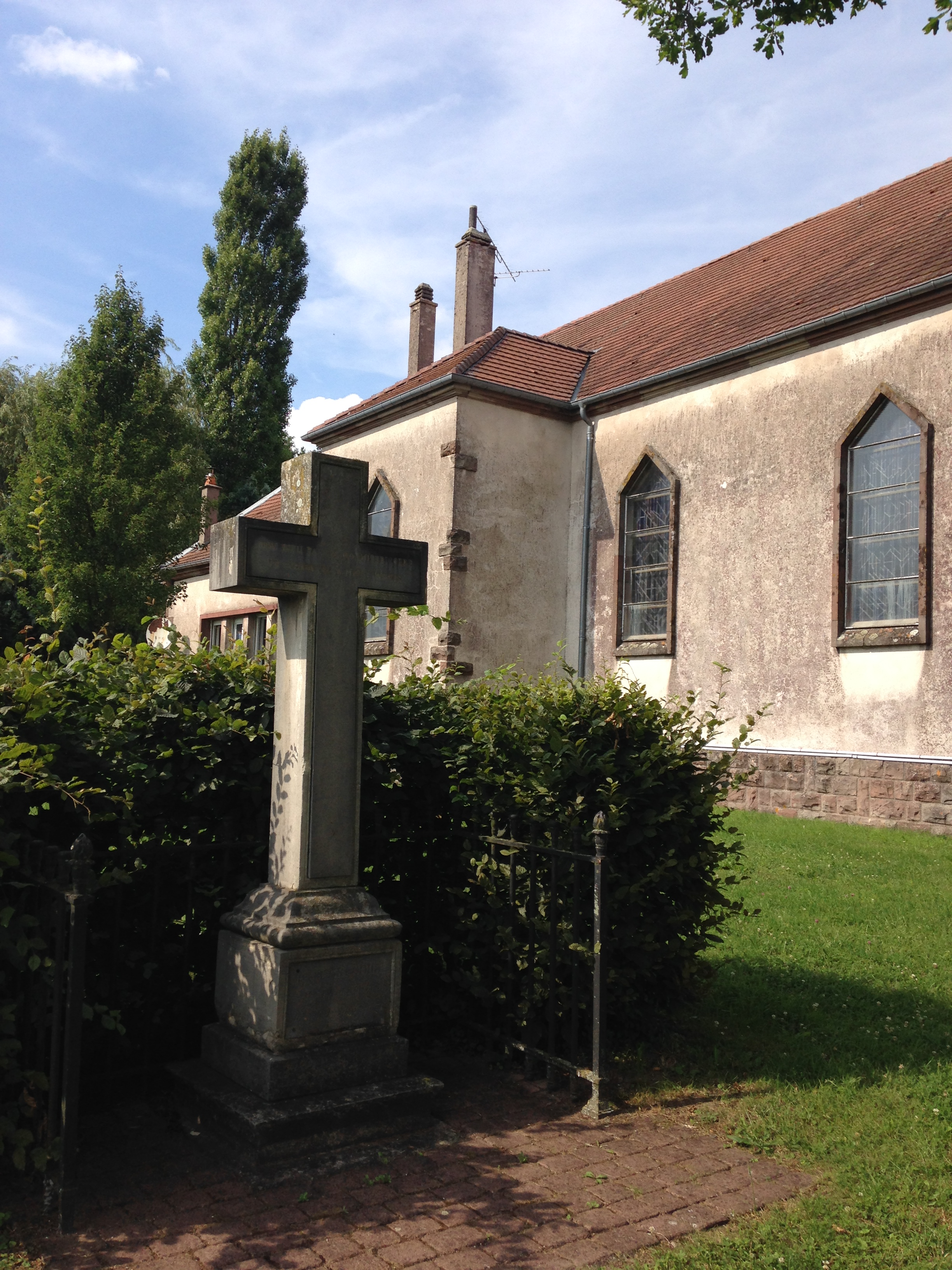
Cénotaphe transféré depuis le cimetière de Montparnasse à Paris en 1990

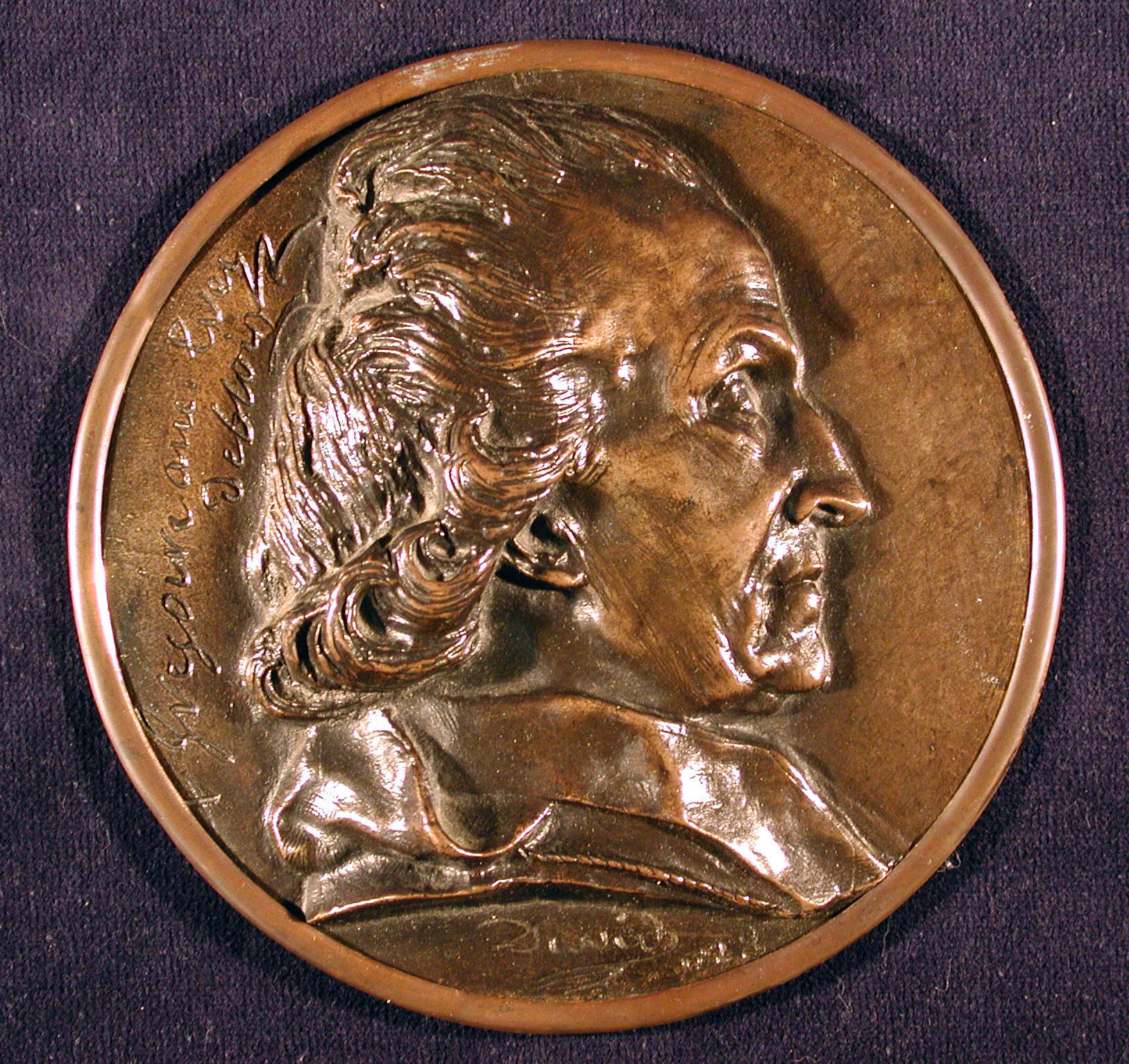
Médaille de bronze
gravée par David d'Angers

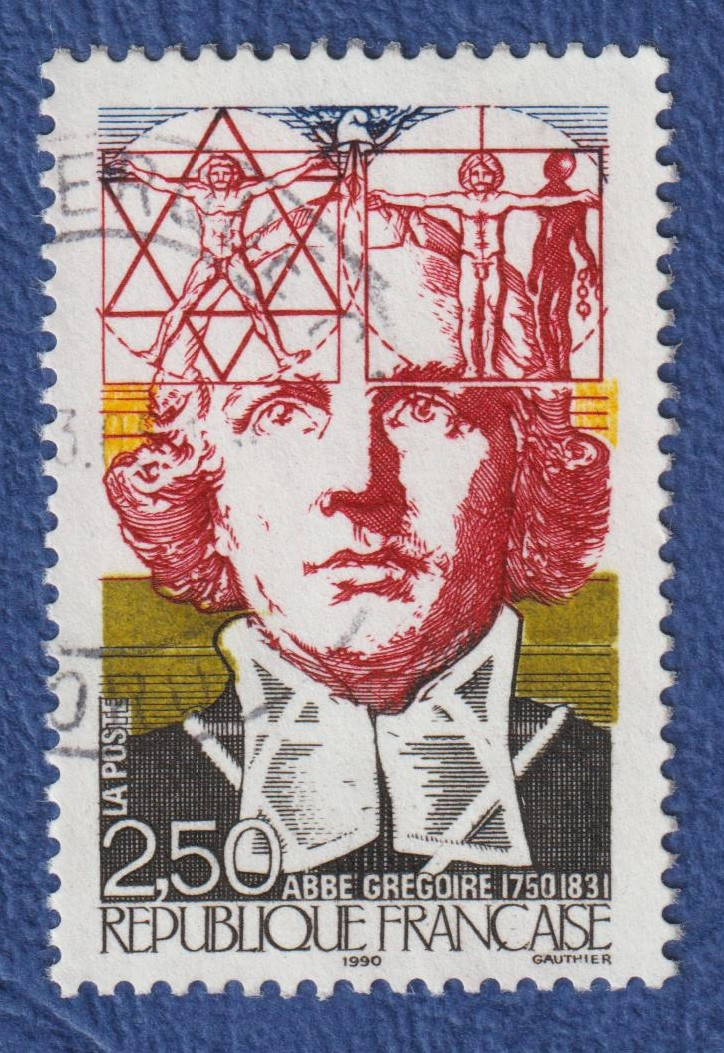
Timbre de 2,50 F de 1990
gravé par Jacques Gauthier

### Une médaille et un timbre à son effigie
- Une médaille datée entre 1844 et 1853, en bronze de 15,2 cm de diamètre, gravée par David d’Angers (qui grave sans commande particulière un très grand nombre de médailles de ses contemporains célèbres) est fondue par Eck et Durand[227].
- Un timbre-poste français de 2,50 F est émis en octobre 1990, gravé par Gauthier[228] ainsi que de nombreuses enveloppes 1er jour du 13 octobre 1990 à Vého et Emberménil[229].

### La panthéonisation
- Une distinction honorifique historique lui est rendue plus de 150 ans après son décès, le 12 décembre 1989, sous la présidence de François Mitterrand, les cendres de l'abbé Grégoire sont transférées au Panthéon en même temps que celles de Monge et de Condorcet, à l'occasion de la célébration du bicentenaire de la Révolution française[230]. L'hommage au Panthéon est prononcé par Jack Lang, ministre de la culture[145].

- Mais des critiques se sont élevées. Dans Le Figaro, l'historienne Annie Kriegel conteste le bien-fondé de sa panthéonisation[231], jugeant cet hommage critiquable[232]. Les prélats catholiques ont boudé l'invitation à la cérémonie du 12 décembre et après beaucoup d'hésitations le grand rabbin Joseph Sitruk y a finalement assisté. Ce que Robert Badinter a résumé ainsi : « L'Église catholique n'avait pas les yeux de Chimène pour lui et le Consistoire, non plus. ». En effet, le cardinal Lustiger a la Révolution française en aversion et plus encore, les prêtres jureurs. Les juifs, eux, malgré l'énorme de dette de reconnaissance qu'ils ont envers Grégoire, ne lui pardonnent guère son dessein de vouloir émanciper les juifs pour mieux pouvoir les convertir à la foi chrétienne[145]. « Trop catholique pour les républicains, trop républicain pour les catholiques » résume Rita Hermon-Belot, mais « le transfert de ses cendres avait beaucoup de sens en 1989 »[145],[233].

### Des événements
- En 1950, en France à l'occasion des deux cents ans de sa naissance, René Cassin prononce un discours-hommage à l'abbé Grégoire
- En 1950, en Indochine, le Viet-Minh commémore également les deux cents ans de sa naissance, le considérant comme « l'homme de la liberté des peuples »[234]
- 1981, 5 mai, Conférence donnée par Gaston Monnerville, sénateur, à la Grande Loge de France[235]
- 1989, 20 mai au 31 août, Exposition « L’Abbé Grégoire, révolutionnaire de la tolérance » à Nancy, au Musée lorrain, puis à Blois au château, du 7 octobre au 19 novembre 1989
- 1989, 24 septembre, un hologramme, œuvre du nancéien Eric PHAM est projeté dans l'église d'Emberménil, faisant apparaitre l'abbé Grégoire en 3 dimensions[236]
- 1989, Exposition « L’Abbé Grégoire et la création du conservatoire national des Arts et Métiers », Paris, Musée national des Techniques, Conservatoire national des Arts et Métiers
- 1997, février, Congrès international sur l’abbé Grégoire à la Clark Library (en) de l’université de Californie à Los Angeles[237]
- 2000 Célébrations Grégoire 2000, pour le 250e anniversaire de sa naissance :
  - le 14 décembre Conférence à l'Académie lorraine des sciences à Nancy de Henri Courbet « 250e anniversaire de la naissance de l'Abbé Grégoire, défenseur de l'éducation et de la culture, apôtre de la tolérance et de la fraternité, seul Lorrain reposant au Panthéon »[238]
- 2006, 26 avril, Colloque « L'abbé Grégoire, pionnier de la formation continue » au CNAM[239]
- 2006, 20 décembre, un hommage est rendu à l’abbé Grégoire à la Réunion à l’École des Beaux-Arts, au Port, pour célébrer le 20 désamb et clore les 1res Assises du Conservatoire national des arts et métiers de l’Océan Indien[240]
- 2007, 11 octobre, Colloque « L’abbé Grégoire et le patrimoine »[241]
- 2009, 2 juin, Colloque « L'abbé Grégoire, défenseur des droits de l'Homme » au CNAM[242]
- 2010, 20 octobre, Colloque « L'abbé Grégoire et la séparation de l'Église et de l'État » au CNAM[243]
- 2012, 8 mars (Journée internationale des femmes !), Colloque au CNAM, « L'abbé Grégoire et les droits de la femme »[244]
- 2013, 14 décembre, une journée d’études est organisée à Lunéville au château des lumières par le CNAM « Grégoire et l’Europe »[245]
- 2016, 30 mars, Conférences au Château de Lunéville par l'Académie lorraine des sciences, «Henri Grégoire, le républicain » et « Henri Grégoire, l'Européen »[246]
- 2017, Colloque au CNAM, « L'abbé Grégoire et la transmission des savoirs : tradition et modernité »
- 2018, 2 novembre, à Nancy, une conférence organisée par Lorraine Indigo « L'abbé Grégoire : ombre et lumières »[247]
- 2020, 27 octobre, une exposition de rue, accrochée aux grilles du 292 rue Saint-Martin, celles qui se trouvent de part et d’autre de l’entrée monumentale du Conservatoire national des arts et métiers veut exprimer que l’héritage politique et intellectuel de l’abbé Grégoire demeure d’une grande actualité en associant des citations emblématiques de l’abbé Grégoire aux réalisations d’hier et d’aujourd’hui[248]
- 2022, 7 octobre, lors du 25e « Rendez-vous de l’Histoire de Blois », l’historienne Françoise Hildesheimer donne dans le château de Blois une conférence[249] intitulée « L’abbé Grégoire, tête dure en temps de Révolution », à l’occasion de la sortie de son livre sur Grégoire[250],[251].

### Des voies et des places
En France, de nombreuses villes ou communes ont donné le nom de l’abbé Grégoire à l’une de leurs voies ou places (avec les variantes abbé Henri Grégoire, Henri Grégoire, Grégoire) :
- Une rue à Albi, Anse-Bertrand, Aurillac, Baccarat, Billère, Bourg-en-Bresse, Capesterre-Belle-Eau, Cayenne, Épinal, Escolives-Sainte-Camille, Évry-Courcouronnes, Froidcul, Frouard, Grande-Synthe, Grenoble, Grigny, Guénange, Hagondange, Issy-les-Moulineaux, La Rochelle, Launaguet, Les Anses-d’Arlet, Le Vauclin, L'Houmeau, Lunéville, Macouba, Marseillan, Metz, Mirecourt, Mont-de-Marsan, Morne-à-l'Eau, Moyeuvre-Grande, Nancy, Nice (avec, donnant sur cette rue, une impasse et un passage Grégoire), Niort, Paris, Pointe-à-Pitre, Pont-à-Mousson, Pont-Sainte-Maxence, Quéven, Rennes, Rezé, Rivière-Pilote, Ronchin, Rungis, Saint-Ferjeux, Saint-Pierre-des-Échaubrognes, Saint-Pierre (Martinique), Sainte-Anne (Guadeloupe), Sainte-Geneviève-des-Bois, Savigny-le-Temple, Varangéville, Vého, Villeneuve-le-Roi
- une avenue à Saint-Herblain
- une ruelle à Aix-Noulette, Aspremont, au Port (à la Réunion)
- Un chemin à Toulouse
- Une allée à Bagneux, Limoges, Quimper
- Une impasse à Arles, La Roche-sur-Yon, Malancourt-la-Montagne
- Un quai à Blois
- Une promenade à Fleury-les-Aubrais, Maromme
- Une place à Bobigny, Emberménil, à Fort-de-France inaugurée le 28 décembre 1950 par son maire Aimé Césaire, à Houilles, Saint-Ouen-sur-Seine, Sens, Trieux
- Un rond-point à Drancy, Saint-Dié-des-Vosges
- Une voie de l’abbé Grégoire renomme depuis octobre 1990 le CD 19 entre Emberménil et Vého, au cours des manifestations festives en 1990 à l’occasion de la sortie du timbre-poste à l’effigie de l’abbé Grégoire et de la pose de la première pierre de l’Abri du pèlerin au bord de cette route[252].

Dans d’autres pays :
- En Belgique, à Wasmes
- Au Canada, au Québec principalement, plusieurs communes ont un chemin Grégoire
- En Haïti, à Port-au-Prince
- En Suisse, à Courtételle dans le Jura.

### Des édifices ou parties d’édifice
- L’amphithéâtre abbé Grégoire, est le plus grand et le plus prestigieux amphithéâtre du Conservatoire national des Arts et Métiers à Paris[253]
- La Bibliothèque Abbé Grégoire au 4-6 place Jean-Jaurès à Blois[254]
- Un lycée professionnel à Paris, rue Turbigo[255].

### L'abbé Grégoire dans la littérature
- Victor Hugo
  - Victor Hugo lui consacre quelques vers pamphlétaires de jeunesse alors qu'il est royaliste sous la Restauration :

Je le hais libéral, je le plains régicide,
Et s’il pleurait son crime, au lieu de s’estimer,
S’il s’exécrait lui-même, oui, je pourrais l’aimer. »
- - Beaucoup plus tard, dans son grand roman Les Misérables, il en aurait fait un personnage de fiction « Le conventionnel G. » auquel rend visite au seuil de sa mort Monseigneur Myriel. Mais ce n'est pas un prêtre. C'est un très vieil homme, vivant retiré du monde en 1814 pour cause de réputation d'ancien régicide, alors que selon Monseigneur Myriel, il n'avait pas voté la mort du roi. Il fait évoluer idéologiquement l'évêque assez conservateur, en lui mettant en parallèle les crimes de la Révolution avec ceux de l'Ancien Régime (révocation de l'Édit de Nantes par Louis Le Grand, exécution de toute la famille du hors-la-loi Cartouche par Louis XV) et en mettant en relief ses efforts passés pour combattre le pire des despotismes : l'ignorance[257].

- Anne Villemin Sicherman
  - L'Abbé Grégoire est l'un des personnages principaux de son roman policier historique L'Abbé Grégoire s'en mêle, dont l'intrigue se noue alors que l'Académie Royale de Metz vient de lancer son célèbre concours sur « les moyens de rendre les juifs plus heureux et plus utiles en France »[258].
  - il apparait également, cette fois comme député à la convention, dans un autre roman d'Anne Villemin Sicherman, "la dernière chance d'Éléonore".

## Armoiries
| Figure | Blasonnement |
|        | Armes du comte Grégoire et de l'Empire Selon ses lettres patentesParti d'argent et de gueules ; l'argent coupé des armes de comte sénateur ; le gueules chargé d'une croix épiscopale mîtrée et crossée d'or surmontée d'un chapeau cordonné et houppé de six houppes de sinople. * Ces armes emploient le terme « cousu » dans le seul but de contrevenir à la règle de contrariété des couleurs : elles sont fautives (chapeau de sinople sur champ de gueules). - Livrées : blanc, blanc, rouge et jaune On trouve aussiD'argent à la croix pattée de gueules ; franc-quartier brochant des comtes sénateurs., |

### Ouvrages
- Robert Badinter, Libres et égaux : l'émancipation des juifs 1789-1791, Paris, Fayard, 1989, 240 p. (ISBN 978-221-30235-26)
- Marc Belissa, Fraternité universelle et intérêt national, 1713-1795 : Les Cosmopolitiques du Droit des Gens, Paris, Kimé, 1998, 462 p. (ISBN 978-284-17410-76)
- Yves Benot, 
  - La Révolution française et la fin des colonies, Paris, La Découverte, 22 janvier 1988, 272 p. (ISBN 978-270-71173-11)
  - La Démence coloniale sous Napoléon, Paris, La Découverte, 1991, 420 p. (ISBN 978-270-71487-97)
- Josiane Boulad-Ayoub, L'Abbé Grégoire, apologète de la République, Paris, Honoré Champion, 2005, 254 p. (ISBN 9782745312754)
- Michel de Certeau, Dominique Julia et Jacques Revel, Une politique de la langue : la Révolution française et les patois : l'enquête de Grégoire, Paris, Gallimard, 1975
- Caroline Chopelin-Blanc et Paul Chopelin, L'Obscurantisme et les Lumières : itinéraire de l'abbé Grégoire, évêque révolutionnaire, Paris, Vendémiaire, 2013 ; préface de Bernard Plongeron
- Rodney J. Dean,
  - L'Abbé Grégoire et l'Église constitutionnelle après la Terreur 1794-1797, Paris, Picard, 2008, 364 p., préface de Jean Dubray  (ISBN 978-2-7084-0823-4)
  - L'Église constitutionnelle, Napoléon et le Concordat de 1801, Paris, Picard, 2004, 737 pages (édition française)
- Antonin Debidour, L'abbé Grégoire, Nancy, Imprimerie Paul Sordoillet, 1881, 15 p. (lire en ligne)
- Jean Dubray
  - La Pensée de l’abbé Grégoire : despotisme et liberté, Oxford, Voltaire Foundation, 2008
  - Lettres à l'abbé Grégoire. Texte établi et annoté par Jean Dubray avec la collaboration de Caroline Carnot. Vol 1, a à j. Phénix éditions, 2013
- Maurice Ezran, L'abbé Grégoire, défenseur des Juifs et des Noirs, révolution et tolérance, Paris, L'Harmattan, 1992
- Pierre Fauchon, L'abbé Grégoire, le prêtre-citoyen, Tours, Éditions de la Nouvelle République, 1989
- David Feuerwerker, L'émancipation des juifs en France : de l'Ancien Régime à la fin du Second Empire, Paris, Éditions Albin Michel, 1976  (ISBN 2-226-00316-9)
- Florence Gauthier, Triomphe et mort du droit naturel en révolution (1789-1795-1802), Paris, PUF, 1992
- Augustin Gazier, Études sur l'histoire religieuse de la Révolution française, d'après des documents originaux, inédits, Paris, Armand Colin, 1887
- Anne Girollet, Contre le préjugé de couleur, le legs de l'abbé Grégoire, Paris, Éditions du CTHS, 2001, p. VII-XXX, préface à deux textes de V. Schœlcher (1840), S. Linstant, (1841), p. 183
- Paul Grunebaum-Balin, Henri Grégoire, ami des hommes de toutes les couleurs : la lutte pour la suppression de la traite et de l'esclavage, 1789-1831, Paris, Imprimerie de la S.A.C.P., 1948
- James Guillaume, Procès-verbaux du Comité d'instruction publique de la Convention, 6 vol, Paris, 1897
- Rita Hermon-Belot, 
  - L'ami des hommes de toutes les couleurs : l'abbé Grégoire, 1750-1831, Blois, Bibliothèque abbé Grégoire, 1999
  - (préface de Mona Ozouf), L'abbé Grégoire, la politique et la vérité, Paris, Éditions du Seuil, 2000, 506 p. [présentation en ligne], [présentation en ligne]
- Françoise Hildesheimer, L'abbé Grégoire, Une « tête de fer » en révolution, Paris, Éditions du Nouveau Monde, 2022, 411 p.
- Georges Hourdin, L'Abbé Grégoire, évêque et démocrate, Paris, Desclée de Brouwer, 1989
- Steven Kaplan, Adieu 89, Paris, Fayard, 1993
- Michel Lagrée, Francis Orhant, Grégoire et Cathelineau ou la déchirure, Éditions ouvrières, 120 pages, 1988
- Jean-Michel Leniaud, introduction aux Mémoires de l'abbé Grégoire, Paris, Éditions de Santé, 1989
- Louis Maggiolo, La vie et les œuvres de l'abbé Grégoire, 1789-1831 Paris, 2 vol, 1883 et 1884
- Albert Mathiez, Contributions à l'histoire religieuse de la Révolution française, Paris, 1907
- (en-GB) Ruth Necheles, The Abbé Grégoire 1787-1831, The Odyssey of an Egalitarian, Baltimore, A Negro Press Publication, 1971
- Jean-Daniel Piquet, L'Émancipation des Noirs dans la Révolution française (1789-1795), Paris, Karthala, 2002
- Bernard Plongeron, 
  - Théologie politique au Siècle des Lumières : 1770-1820, Genève, Droz, 1973
  - L'Abbé Grégoire ou L'arche de la fraternité, Paris, Letourzé et Anné, 1989
  - L'histoire du christianisme et les défis de la modernité, 1750-1840, Paris, Desclée, 1997
- Michel de Sachy de Fourdrinoy, L'abbé Grégoire : une autre vision, Blois, Éditions Lignages, 1989
- Louis Sala-Molins, Le Code Noir ou Le calvaire de Canaan, Paris, PUF, 1987-1998-2003
- Alyssa Goldstein Sepinwall, 
  - (en-US) Regenerating France, Regenerating the World: the Abbé Gregoire and the French Revolution, 1750-1831, Stanford University 1998 (thèse d'histoire)
  - (en-US)The Abbé Grégoire and the French Revolution; the Making or Modern Universalism, Berkeley, Los Angeles, London, University of California Press, 2005, p. 341 (includes bibliographical references and index)
  - L'abbé Grégoire et la Révolution française : les origines de l'universalisme moderne, traduit de l'anglais, préface de Marcel Dorigny, Bécherel, éditions Les Perséides, 2008, p. 349
- Jean Tild, L'Abbé Grégoire : d'après ses Mémoires, recueillis par Hyppolyte [sic] Carnot, Nouvelles Éditions latines, 1946, 178 p. (BNF 31469928)
- Camille Viox, L'Abbé Grégoire : conférence historique, Lunneville, Impr. nouvelle, 1882, 44 p. (BNF 31590648)« se vend au profit de la statue de l'abbé Grégoire »

Pour la jeunesse :
- Nathalie Bailleux (ill. Loïc Derrien), L'abbé Grégoire : combat pour la liberté, Paris, Nathan, coll. « Le Monde en Poche Junior » (no 56), 1995, 79 p. (ISBN 978-2-09-204463-6).

### Articles
Par ordre alphabétique des noms d'auteurs :
- « L'abbé Grégoire, l'ami des hommes de toutes les couleurs », Europe : Revue mensuelle, 1956, numéro 128-129
- Yves Benot, « Comment la Convention a-t-elle voté l'abolition de l'esclavage en l'an II », Annales historiques de la Révolution française, juillet-décembre 1993 no 293-294, 3e et 4e trimestres 1993, p. 349-361. (dossier édité en 1993 sous le titre Révolutions aux colonies, article p. 13-25)
- Yves Bénot et Marcel Dorigny (dir)
  - Grégoire et la cause des Noirs, combats et projets, (1789-1831), publication de La Revue d'Histoire d'Outre Mer, Saint-Denis, 2000 (contributions de Lucien-René Abénon, Yves Bénot, Amady Aly Dieng, Marcel Dorigny, Anne Girollet, Rita Hermon-Belot, Bernard Plongeron, Allyssa Goldstein Sepinwall, Ann Thomson, Duraciné Vaval)
  - Grégoire et la cause des Noirs, combats et projets, (1789-1831), publication de la Revue d'Histoire d'Outre Mer Saint-Denis, 2005 (mêmes contributions avec en plus deux textes inédits de Duraciné Duval et de l'abbé Grégoire lui-même)
- Serge Bianchi :
  - « Le vandalisme révolutionnaire ou la naissance d'un mythe », dans La légende de la Révolution, (colloque tenu en 1986 à Clermont), Paris, Éditions Adosa, 1988, p. 189-199
  - « Grégoire et le concept de vandalisme » dans Langages de la Révolution (1770,-1815), Actes du 4e colloque de lexicologie politique, Paris, Klincksieck, Publications de l'INALF, 1995, p. 591-600
- Pierre Birmbaum, « Sur l'étatisation révolutionnaire. L'abbé Grégoire et le destin de l'identité juive » in Le Débat, 1989-no 53, p. 157-173
- Sandrine Bouché, « Grégoire sous la Législative, garantir la loi pour garantir la Révolution », Révolution française.net, Commentaires, 18 décembre 2007
- Jean Boulaine, « La carrière agronomique de l’abbé Grégoire », Comptes rendus hebdomadaires des séances de l’Académie d’agriculture de France (Paris), 1990, vol. 76, no 1, p. 83-89
- Monique Bourdin (dir), Bulletin de la Société archéologique, scientifique et littéraire du Vendômois :
  - « Une lettre inédite de l'abbé H. Grégoire à Rochejean (1793) », 1995, p. 49
  - Pierre Fauchon, « Commentaire de la lettre de H. Grégoire », 1995, p. 49-50
  - Michel de Sachy de Fourdrinoy, « Une lettre de l'abbé Grégoire au citoyen Rochejean, supérieur du séminaire de Blois », 1995, p. 50-51
  - Régis Bouis, « À propos d'une lettre inédite de Grégoire », 1996, p. 18
  - Jean-Daniel Piquet, « Remarques et précisions sur la lettre inédite de l'abbé Henri Grégoire à Rochejean (1793) publiée en 1995 », 2003 p. 116-118
- Marcel Dorigny, Marie-Jeanne Rossignol (dir), La France et les Amériques au temps de Jefferson et de Miranda, Paris, Société des Études robespierristes, collection Études révolutionnaires, no 1, 2001,175 p.
  - Yves Benot, « Une lettre inédite de Thomas Paine à l'abbé Grégoire », p. 47-48
  - Allyssa Goldstein Sepinvwall, « L'héritage de la Révolution française aux États-Unis : le rôle d'Henri Grégoire dans le monde atlantique », p. 49-61
- Henri Dumolard, « Comment l'abbé Grégoire fut élu dans l'Isère », Annales de l'université de Grenoble, nouvelle série 1928, tome V, p.p. 231-277
- Paul Grunebaum-Balin, « Grégoire convertisseur ? ou la croyance au retour d'Israël », Revue des Études juives, numéros 1/2, 1962, p. 383-398
- James Guillaume, « Grégoire et le vandalisme », La Révolution Française, tome XLI, juillet-décembre 1901, p. 155-180 et 242-269
- Jean Lacouture et Dominique Chagnolaud, « Grégoire et les Amis des Noirs » in Jean Lacouture, Dominique Chagnolaud, Le Désempire : figures et thèmes de l'anticolonisme (dixit), Paris, Denoel, 1993 p. 27-56
- Yves Lemoine, « L'abbé Grégoire et la "régénération" », introduction de Jean-Pierre Mignard Lysias Partners, 2011
- Albert Mathiez, 
  - « Robespierre et Grégoire à la Constituante » dans Annales historiques de la Révolution française, tome VIII, 1931, p. 261
  - « L'abbé Grégoire » dans Annales historiques de la Révolution française, tome VIII, 1931, p. 345-348
- Michèle Perret, « La langue de la liberté. Éloge de l'abbé Grégoire », Du côté des langues romanes. Mélanges en l’honneur de Juhani Härmä, Mémoires de la Société Néophilologique de Helsinki, LXXVII, E. Havu, M. Helkkula, U. Tuomarla éds. 2009 : p. 222-232
- Jean-Daniel Piquet, 
  - « L'abbé Grégoire et ses trois collègues en mission dans le Mont-Blanc furent régicides, article et documents inédits », dans Annales historiques de la Révolution française, no 303, 1er trimestre 1996 p. 113-117
  - « L'abbé Grégoire, un régicide panthéonisé », Cahiers d'histoire. Revue d'histoire critique, no 63 2e trimestre 1996 p. 61-77
  - « La prétendue belle-sœur de couleur de l'abbé Grégoire, une homonymie cause de la bourde du club Massiac ? », Revue d'Histoire et de Philosophie Religieuses, tome 79-no 4-octobre-décembre 1999, p. 463-474
  - « Lettre secrète de l'abbé Grégoire et de ses trois collègues en mission dans le Mont-Blanc, à Danton », Cahiers d'Histoire, (Lyon, Grenoble, Clermont, Saint-Étienne, Chambéry, Avignon, tome 46 no 3-4, 3e/4e trimestres 2001, p. 397-415
  - « L'abbé Grégoire, ou l'universalisme jacobin d'une déclaration des droits et des devoirs des hommes de toutes les couleurs », Annales de l'Est, 6e série, 52e année, no 1-2002,(janvier-juin 2002), p. 269-291
  - « Controverses sur l'apologie de Las Casas lue par l'abbé Grégoire », Revue d'Histoire et de Philosophie Religieuses, tome 82-no 3-juillet-septembre 2002, p. 283-306 (revue numérisée depuis 2002 en format PDF)
- Bernard Plongeron, 
  - « Débats et combats autour de l'historiographie religieuse de la Révolution », XIXe – XXe siècles dans Revue d'Histoire de l'Église de France, t. 76,, 1990, p. 257-302
  - « Sur Grégoire « régicide » d'après des documents pris pour sources », Annales historiques de la Révolution française, no 305 3e trimestre 1996, p. 535-536
  - Bernard Plongeron, 2000 - Bernard Plongeron, Henri Grégoire, Yves Benot (dir.) et Marcel Dorigny (dir.), Apologie de Barthélémy de Las Casas, Evêque de Chiapas, par le citoyen Grégoire, vol. 87, juin 2000 (DOI 10.3406/OUTRE.2000.3799), chap. 328-329, p. 37-50.
  - « Mémoires et documents : « Fallait-il panthéoniser l'abbé Grégoire ? Le bicentenaire de la Révolution », Revue d'Histoire de l'Église de France, tome 95, no 235, juillet-décembre 2009, p. 281-297
- (en) Jeremy D. Popkin and Richard H. Pokin (dir), The Abbé Grégoire and his World, (archives internationales d'histoire des idées) Kluwer Academic Publishers, 2000 ; contributions de David Bell, Marcel Dorigny, Rita Hermon-Belot, H.J. Lusesbring, Jeremy D. Popkin, Richard H. Popkin, Alyssa Goldstein Sepinwall, Dale Van Kley, Anthony Vilder
- (en) Norman Ravitch, « Liberalism, Catholicism and the Abbe Gregoire » in Church History no 36, 1967 p. 419-439
- Michel Riquet SJ, « Un prêtre démocrate : l'abbé Grégoire » dans La Revue des Deux-Mondes, juin 1990
- Vittorio Sciutti Russi, « Abolir l'inquisition d'Espagne : une lettre de l'abbé Grégoire », Annales historiques de la Révolution française, no 333, juillet-septembre 2003, p. 121-132
- Alyssa Goldstein Sepinwall, 
  - (en-US) « French Abolitionism with an American Accent », Review of Cassiere/ Briere Grégoire's, translation De La littérature de nègres, dans H. France, H Net Review Humanities and Social Sciences, janvier 1998 (texte numérisé)
  - « Les paradoxes de la régénération révolutionnaire, le cas de l'abbé Grégoire », Annales historiques de la Révolution française, no 321, 3/2000, [lire en ligne]
  - (en-US) « Strategic Friendships : Jewish Intellectual, The Abbé Gregoire and the French Revolution » In Reconfiguring Jewish Culture from Spinoza to the Haskalah, edited by Ross Brann and Adam Sutcliff. Philadelphia : University of Pennsylvania Press, 2004, p. 189-212
- Albert Soboul, « Une conscience religieuse au temps de la Révolution, l'abbé Grégoire (1750-1831) » in Albert Soboul, Portraits de révolutionnaires, Paris, Messidor, 1985, p. 135-156
- Antoine Sutter, Les années de jeunesse de l'Abbé Grégoire ; son itinéraire jusqu'au début de la Révolution, Sarreguemines, Éditions Pierron, 1992
- Pierre-Frankin Tavarès, « Hegel et l'abbé Grégoire, question noire et révolution française », dans Annales historiques de la Révolution française, juillet-décembre 1993, no 293-294, 3e et 4e trimestres 1993, p. 491-510,(dansRévolutions aux colonies, p. 155-173)
- René Taveneaux, 
  - « L'abbé Grégoire et la démocratie cléricale », Revue d'Histoire de l'Église de France, tome 76, 1990
  - « L'abbé Grégoire et la démocratie cléricale », Jansénisme et Réforme catholique, Nancy, Presses Universitaires de Nancy, 1992, p. 137-157
- Eugène Welvert, 
  - « L'abbé Grégoire fut-il régicide ? », Revue Historique, tome 53, 1893, p. 316-325
  - « L'abbé Grégoire fut-il régicide ? », (Eugène Welvert), Lendemains révolutionnaires, les régicides, Paris, Calmann-Lévy, 1907, p. 171-190 (nouvelle édition revue et augmentée de l'article de 1893).

### Notices de dictionnaires
- Guy Ikni, « Grégoire », dans Albert Soboul, Dictionnaire historique de la Révolution française, Paris, PUF, 1989 (réédition chez Quadridge, 2005)
- Augustin Kuscinski, « Grégoire (Henri) » dans Dictionnaire des Conventionnels Paris, 1916
- Edna H. Le May (dir), « Grégoire » dans Dictionnaire des Constituants, 1789-1791, Paris, Universitas, 1991, 2 vol, tome 1
- Bernard Plongeron,
  - « Grégoire (Henri) » dans Dictionnaire d'histoire et de géographie ecclésiastiques, Paris, 1987, tome 22, p. 59-72
  - « Grégoire Henri-Baptiste » dans Dictionnaire Napoléon, Paris, 1987-1999, 2 vol, tome 1, p. 909-912
- « Grégoire (Baptiste-Henri, comte) », dans Adolphe Robert et Gaston Cougny, Dictionnaire des parlementaires français, Edgar Bourloton, 1889-1891 [détail de l’édition] [texte sur Sycomore]
- (en) « Abbé Grégoire », dans Encyclopædia Britannica [détail de l’édition], 1911 (lire sur Wikisource).

### Recensions
- Monique Cottret, « Caroline Chopelin et Paul Chopelin, L’Obscurantisme et les Lumières, Itinéraire de l’abbé Grégoire évêque révolutionnaire. Préface de Bernard Plongeron, Paris, Vendémiaire, 2013, 281 p. », Annales historiques de la Révolution française, juillet-septembre 2016, p. 51-55
- Bernard Gainot,
  - (en-US) « Allyssa Golstein Sepinwall, The Abbé Grégoire and the French Revolution ; the Making or Modern Universalism, Berkeley, Los Angeles, London, University of California Press, 2005 », 341 p., Annales historiques de la Révolution française, no 343, janvier-mars 2006, p. 211-215
  - « Yves Benot, Marcel Dorigny (dir), Grégoire et la cause des Noirs, (1789-1831) combats et projets, Saint-Denis, 2005 », Annales historiques de la Révolution française, juillet-septembre 2006, p. 181-185
  - « L'abbé Grégoire, Écrits sur les noirs, tome 1 ; 1789-1808 ; tome 2; 1815-1827 Présentation de Rita Hermon-Belot, Paris L'Harmattan, 2009 », Annales historiques de la Révolution française, no 360, avril-juin 2010, p. 262-263
  - « Jean Dubray, Lettres à l'abbé Grégoire. Texte établi et annoté par Jean Dubray avec la collaboration de Caroline Carnot. Vol 1, a à j. Phénix éditions, 2013 », Annales historiques de la Révolution française, juillet-septembre 2016
- Jacques Guilhaumou, « Rita Hermon‑Belot, L’abbé Grégoire. La politique et la vérité », Annales historiques de la Révolution française, no 325, 3/2001 Texte en ligne
- Rita Hermon-Belot, « L'abbé Grégoire et la République des savants, introduction de Bernard Plongeron, Paris, CTHS, 2001, 302 p. », Annales historiques de la Révolution française, no 331, 1/2003 Texte en ligne
- Jean-Daniel Piquet, « Rita Hermon-Belot, L’abbé Grégoire, la politique et la vérité, préface de Mona Ozouf », Cahiers d'histoire. Revue d'histoire critique [En ligne], 87 | 2002,p. 141-145
- Jean-Jacques Salomon, « L'abbé Grégoire », dans sous la direction de Michel Le Moël et Raymond Saint-Paul 1794-1994. Le Conservatoire national des Arts et Métiers au cœur de Paris, Délégation à l'action artistique de la Ville de Paris, Paris, 1994, p. 57-59,  (ISBN 978-2-905118-77-6)
- Catherine Laurence Maire, « L'abbé Grégoire devant les prophétesses », in

(it) Rivista di Storia del Cristianesimo, IV, no 2, 2007, p. 411-429, [lire en ligne] sur le site HAL-SHS (Hyper Article en Ligne - Sciences de l'Homme et de la Société).

### Sources
- Les papiers personnels de l'Abbé Grégoire sont conservés aux Archives nationales sous la cote 510 AP[263].

## Bases de données et dictionnaires
- Ressources relatives à la recherche :   - Les Classiques des sciences sociales
  - La France savante
  - Isidore
  - Persée
- Ressource relative aux beaux-arts :   - Union List of Artist Names
- Ressource relative à plusieurs domaines :   - Radio France
- Ressource relative à la religion :   - Catholic Hierarchy
- Ressource relative à la vie publique :   - Base Sycomore
- Notices dans des dictionnaires ou encyclopédies généralistes :   - Britannica
  - Den Store Danske Encyklopædi
  - Deutsche Biographie
  - Dictionnaire historique de la Suisse
  - Dizionario di Storia
  - Enciclopedia italiana
  - Gran Enciclopèdia Catalana
  - Hrvatska Enciklopedija
  - Nationalencyklopedin
  - Store norske leksikon
  - Treccani
  - Universalis
- Notices d'autorité :   - VIAF
  - ISNI
  - BnF (données)
  - Archives nationales (France)
  - IdRef
  - LCCN
  - GND
  - Italie
  - Espagne
  - Pays-Bas
  - Pologne
  - Israël
  - NUKAT
  - Catalogne
  - Suède
  - Vatican
  - Australie
  - Norvège
- « Cote LH/1195/40 », base Léonore, ministère français de la Culture